# Tykocin
Tykocin (łac. Tykocien, hebr. ‏Tiktin, Tyktin, Tuktin, Tikoczin, Tykoczyn‎) – miasto w województwie podlaskim, w powiecie białostockim, siedziba gminy miejsko-wiejskiej Tykocin, położone w Kotlinie Biebrzańskiej nad Narwią, na zachód od Białegostoku. W Tykocinie przebywali wielokrotnie królowie oraz książęta polscy. Duża liczba zabytków, a przede wszystkim zachowany oryginalny układ przestrzenny miasta, z widoczną do dzisiaj granicą części żydowskiej, z oryginalną synagogą (muzeum) powoduje, że miasto jest odwiedzane przez turystów z kraju i zagranicy.
Pod względem historycznym Tykocin leżał na pograniczu Mazowsza i Podlasia. Miasto prywatne, później królewskie, położone było w ziemi bielskiej województwa podlaskiego. Do 1950 r. był siedzibą gminy Stelmachowo. W latach 1975–1998 w woj. białostockim. Tykocin ma połączenia drogowe z Knyszynem, Białymstokiem i Sokołami.
Według danych GUS z 1 stycznia 2024 r. miasto liczy 1844 mieszkańców.

## Historia
Początki Tykocina związane są z grodem mazowieckim, znajdującym się w odległości ok. 3 km na południe od obecnego miasta, którego pozostałości zachowane są w pobliżu wsi Sierki i nazywane potocznie „Zamczyskiem”. W okresie od XI do XIV w. był to mazowiecki gród rzędu kasztelańskiego z podgrodziem. Według badań historyków Tykocin powstał w miejscu przeprawy przez Narew dla skrócenia szlaku handlowego prowadzącego z Połocka i Wilna w kierunku Poznania i Krakowa. Rozwinął się z osady podgrodowej na pograniczu Mazowsza i Wielkiego Księstwa Litewskiego, na fali kolonizacji polskiej z Mazowsza oraz wskutek rozwoju wymiany handlowej w XIV w. między Koroną a Wielkim Księstwem Litewskim.
Tykocin początkowo należał do ziemi wiskiej, gdzie był siedzibą powiatu. Prawa miejskie w 1425 r. nadał Tykocinowi książę mazowiecki Janusz I Starszy w oparciu o prawo chełmińskie. Pierwszym wójtem został Piotr z Gumowa. Po powtórnym przejściu pod władztwo litewskie Tykocin stał się centrum rozległych dóbr i podlaską siedzibą możnego rodu litewskiego Gasztołdów. Po bezpotomnej śmierci ostatniego z rodu – Stanisława Gasztołda, dobra nie przeszły na wdowę Barbarę Gasztołdową z Radziwiłłów według prawa koronnego, a na podstawie prawa litewskiego – na króla Zygmunta Starego za sprawą możnowładcy litewskiego Jana Hlebowicza konkurującego z rodem Radziwiłłów o władzę w Wielkim Księstwie Litewskim.

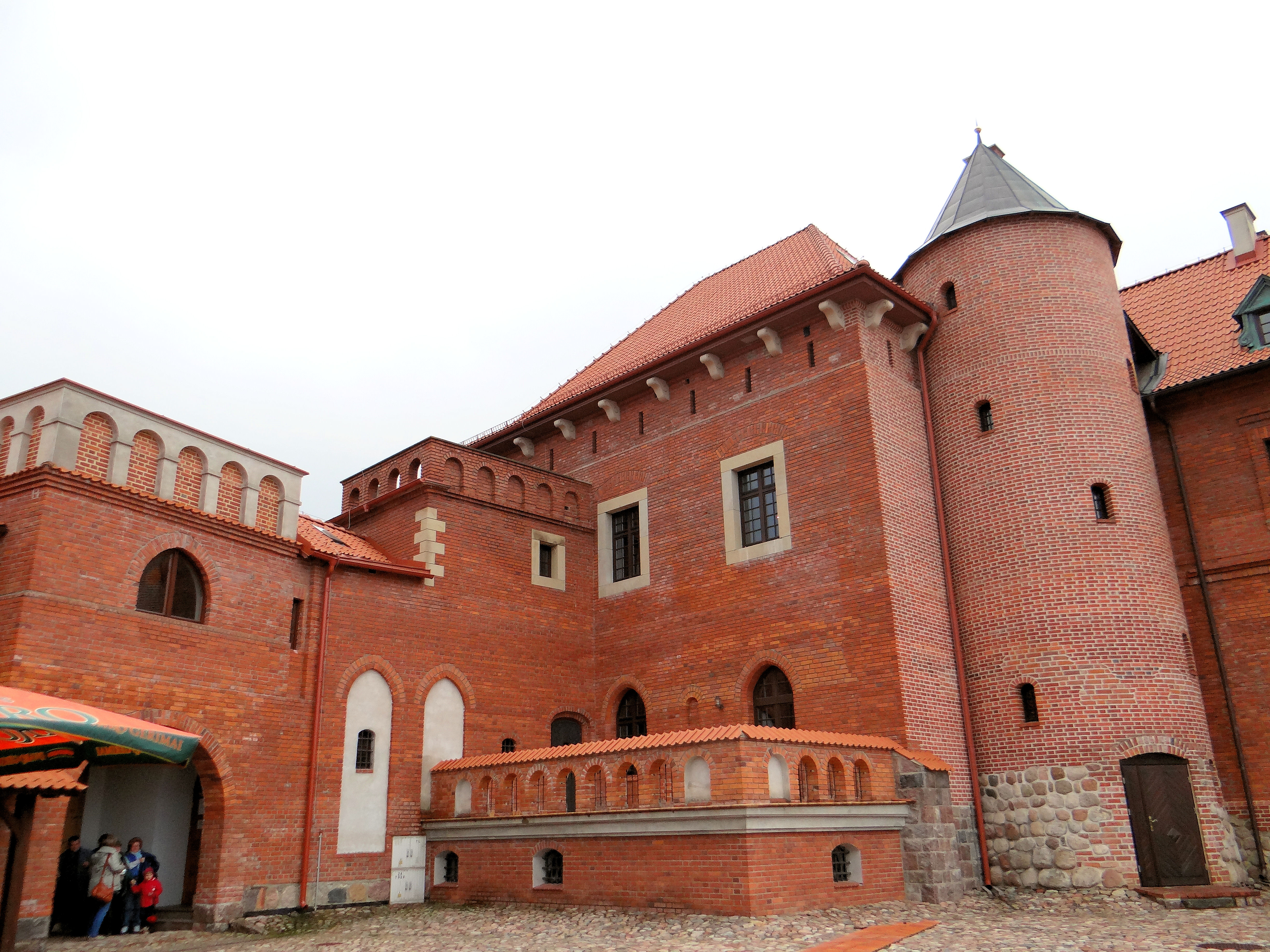
Zamek w Tykocinie

Tykocin u schyłku życia Zygmunta Augusta stał się centrum i siedzibą podlaskich dóbr królewskich. W tykocińskiej twierdzy został umieszczony arsenał Rzeczypospolitej, skarbiec (spoczywały tu między innymi słynne arrasy oraz biblioteka króla Zygmunta Augusta). Po wygaśnięciu dynastii Jagiellonów w 1572 r. Tykocin, obok Knyszyna i Wasilkowa, stał się królewszczyzną (starostwem i leśnictwem), pozostając nią do 1661 r., kiedy wraz z całym starostwem otrzymał go na dziedziczną własność uchwałą sejmową sejmu warszawskiego za zasługi dla Rzeczypospolitej hetman Stefan Czarniecki.

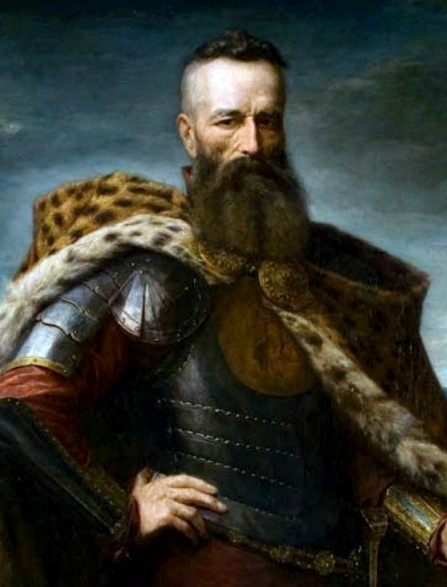
Hetman Stefan Czarniecki właściciel Tykocina

Czarniecki odbudował zniszczony w czasie Potopu szwedzkiego zamek i umieścił w nim swój osobisty skarbiec, gromadząc w nim znaczne dobra, które uczyniły jego córki jedną z najlepszych partii w Rzeczypospolitej. Poprzez mariaże córek hetmana, Tykocin wraz ze starostwem stał się własnością Gryfitów Branickich. Braniccy utworzyli w miejscu starostwa hrabstwo tykocińskie, a Tykocin stał się centrum ich podlaskich dóbr. Po pożarze i zniszczeniach wojny domowej o sukcesję między Sasem a Stanisławem Leszczyńskim w XVIII w. Tykocin został gruntownie przebudowany w stylu barokowym.
W czasie zaborów Tykocin znalazł się początkowo pod władzą Prus. W tym okresie Izabela Branicka sprzedała dobra podlaskie rządowi pruskiemu, pozostawiając sobie dobra rodowe Gryfitów Branickich w Małopolsce. Pochowana jednak została w Białymstoku. Prusacy zabudowali część rynku przy bożnicy, jednak nie ukończyli przebudowy miasta, gdyż po traktacie w Tylży w roku 1807 Tykocin znalazł się w Księstwie Warszawskim, zaś w 1815 r. – w granicach Królestwa Polskiego, gdzie pozostawał do roku 1918.
Po II wojnie światowej z powodu zniszczeń utracił prawa miejskie, które odzyskał w roku 1993.
W Tykocinie i okolicach mieszkali Zygmunt Bujnowski oraz Włodzimierz Puchalski, bywała w nim Agnieszka Osiecka, zaś filmy tworzyli Jacek Bromski i Michał Kwieciński.
Kalendarium

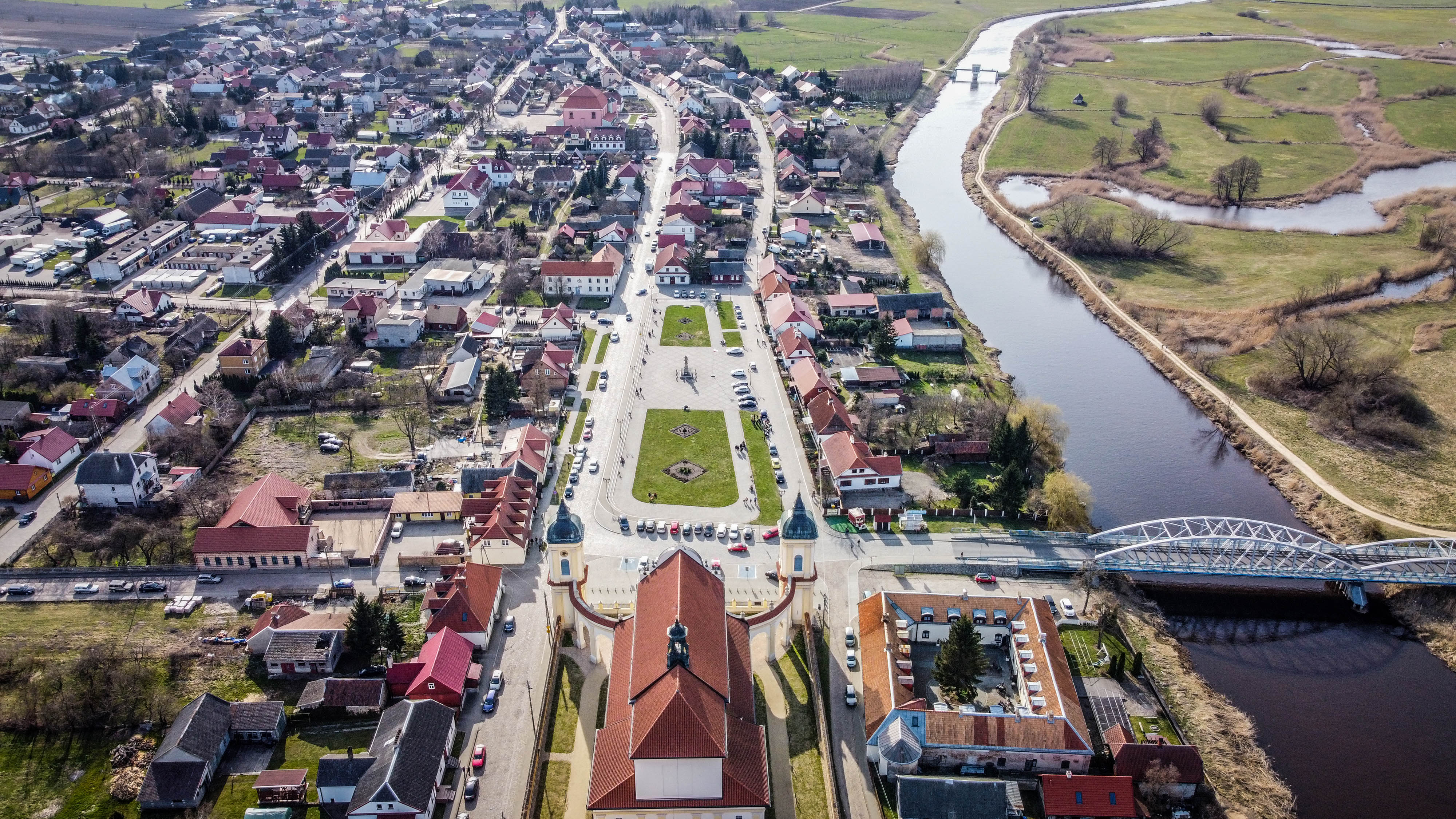
Tykocin z lotu ptaka

- 1414–1425 – występuje po raz pierwszy w źródłach nazwa Tykocin[7].
- 1424, 5 kwietnia – zajęcie Tykocina przez księcia mazowieckiego Janusza, mianowanie Piotra z Gumowa wójtem Tykocina,
- 1425, 28 czerwca – nadanie praw miejskich chełmińskich przez księcia mazowieckiego Janusza,
- 1425 – Tykocin został oderwany od Księstwa Mazowieckiego i wszedł w skład Księstwa Litewskiego,
- 1425, 31 grudnia – ponowne nadanie tytułu Wójta Tykocina dla Piotra z Gumowa, nadanie praw miejskich magdeburskich,
- 1433, 13 lutego – Tykocin oraz przyległe ziemie nadane Janowi Gasztołdowi, Piotr z Gumowa utrzymany na stanowisku wójta,
- 1458 – po śmierci Jana Gasztołda Tykocin odziedziczył jego syn, Marcin,
- 1483 – śmierć Marcina Gasztołda, Tykocin przeszedł dziedzicznie na syna Olbrachta Gasztołda,
- 1522 – pierwsze wzmianki o osadnictwie żydowskim w mieście; sprowadzenie 10 rodzin żydowskich na wniosek wojewody wileńskiego i trockiego Olbrachta Gasztołda dla rozwoju handlu i rzemiosła[8]
- 1542 – Bezpotomnie zmarł St. Gasztołd (syn Olbrachta), a Tykocin i okoliczne dobra przejął król Zygmunt August, poślubiając Barbarę Radziwiłłównę[9],
- 1550 – początek rozbudowy zamku królewskiego ze skarbcem i biblioteką,
- 1572 – nadanie tytułu starosty tykocińskiego Łukaszowi Górnickiemu, sekretarzowi Zygmunta Augusta[10],
- 1572, 7 lipca – zmarł w Knyszynie król Zygmunt II August[11][12],
- 1576 – nadanie przywilejów miastu Tykocin przez Stefana Batorego,
- 1569 – włączenie Tykocina i okolicznych ziem do Królestwa Polskiego,
- 1633 – nadanie przywilejów miastu Tykocin przez Władysława IV
- 1642 – wzniesienie przez gminę żydowską murowanej synagogi w miejsce poprzedniej, drewnianej,
- 1655 – w oblężonym przez wojska konfederacji tyszowieckiej Tykocinie zmarł hetman wielki litewski Janusz Radziwiłł

Mapa Tykocina i okolic (ok. 1790 r.)

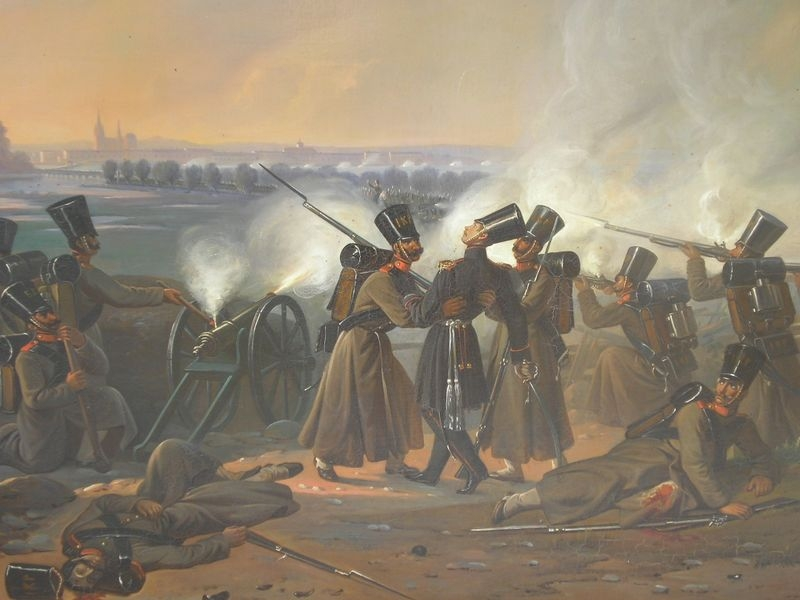
Bitwa pod Tykocinem w 1831 roku. Fińscy żołnierze (w służbie cara) ratują rannego porucznika. Obraz Roberta Wilhelma Ekmana

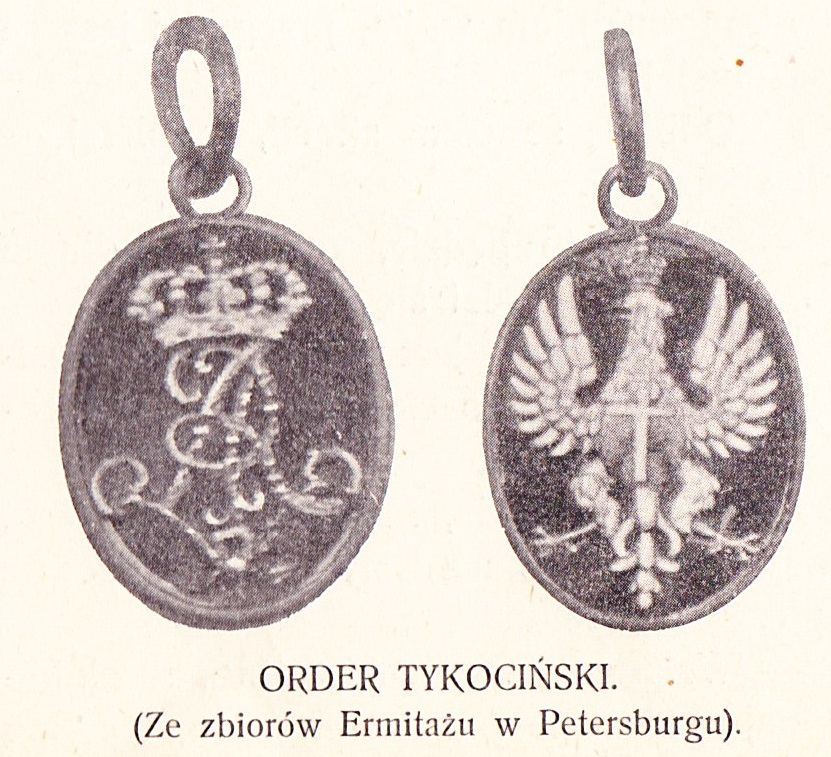
Order Tykociński

- 1656 – Tykocin wraz z okolicznymi ziemiami powrócił do Królestwa Polskiego,
- 1656 – Bitwa pod Tykocinem
- 1657, 17 stycznia – hetmani litewscy Paweł Jan Sapieha i Wincenty Aleksander Gosiewski zdobyli miasto, po oblężeniu komendant szwedzki Dieternik Roja zamknął się z 500 ludźmi, a następnie wysadził część zamku[13]
- 1659 – nadanie Tykocina i całego starostwa hetmanowi Stefanowi Czarnieckiemu przez króla Jana Kazimierza za zasługi w wojnie ze Szwedami,
- 1661 – Tykocin i dobra tykocińskie zostały zapisane konstytucją sejmową na dziedziczną własność Stefanowi Czarnieckiemu
- 1703 – Karol XII ze Szwedami zdobył twierdzę Tykocin, w 1705 przybył z wojskami Piotr Wielki[13].
- 1705, 3 listopada – król August II ustanowił w Tykocinie Order Orła Białego, najstarszy i najważniejszy order polski[13].
- 1734 – Tykocin został najechany przez zwolenników Stanisława Leszczyńskiego i poważnie zniszczony[14]
- 1795 – od tego roku pod zaborem pruskim
- 1807 – od tego roku w Księstwie Warszawskim
- 1815 – od tego roku w Królestwie Polskim
- 1831 – Bitwa pod Tykocinem (1831)(inne języki)
- 1935, maj – zamieszki po śmierci Józefa Piłsudskiego
- 1939–1941 – okupacja sowiecka
- 1941–1944 – okupacja niemiecka
- 1941 – pogrom w Tykocinie (zagłada Żydów, którzy przed wojną stanowili połowę mieszkańców miasta)
- 1950 – utrata praw miejskich
- 1993 – odzyskanie praw miejskich

Starostwo tykocińskie
Król Zygmunt II August stworzył starostwo i leśnictwo tykocińskie po przejęciu w 1542 roku dóbr tykocińskich wskutek bezpotomnej śmierci Stanisława Gasztołda.

Starostowie tykocińscy
- Grzegorz Chodkiewicz – starosta tykociński od 1544 roku
- Jan Janowicz Radziwiłł – starosta tykociński 1543–1550[15]
- Hiob Bretfus – starosta tykociński w 1566 roku
- Jan Szymkowicz(inne języki) – starosta tykociński w 1568 roku
- Łukasz Górnicki – starosta tykociński od 1571 roku
- Jan Zamoyski – 1594–1603 (?)
- Tomasz Zamoyski – 1603–1642 (?)
- Krzysztof Wiesiołowski – starosta tykociński do 1637 roku
- Mikołaj Ostroróg – starosta tykociński od 1645
- Albrycht Wessel – starosta tykociński (?)
- Wacław Leszczyński – starosta tykociński (?)[16]
- Wojciech Wessel – starosta tykociński w 1648 roku

Burmistrzowie tykocińscy
- Stanisław Rudkowski – burmistrz tykociński w 1710 roku (na przełomie 1717/18)
- Łukasz Kalinowski – burmistrz tykociński w 1711 roku, 1712?, 1713 roku
- Jan Rogalewski – burmistrz tykociński w 1717 roku, w 1724, 1725
- Mateusz Ostrowski – burmistrz tykociński w 1726 roku
- Łukasz Kalinowski – burmistrz tykociński w 1729 roku, 1730, 1731, 1732 roku
- Stanisław Sokólski – burmistrz tykociński w 1733 roku, 1734?, 1735?, 1738, 1741, 1742, 1743, 1751 roku
- Wojciech Kalinowski – burmistrz tykociński w 1738 roku, 1739, 1740, 1753 roku
- Mikołaj Roszkowski – burmistrz tykociński w 1744 roku, 1745, 1746, 1747, 1748, w 1749 roku
- Jakub Kalinowski – burmistrz tykociński w 1750 roku, 1752, 1756, 1757, 1758, 1759 roku
- Antoni Kalinowski – burmistrz tykociński w 1754 roku, 1755, 1773, 1774 roku
- Józef Milechowicz – burmistrz tykociński w 1760 r., 24 lutego 1763 r. zatwierdzony ponownie na burmistrza w l. 1775–1777 r.
- Jakub Milechowicz – burmistrz tykociński w 1762 roku
- Maciej Milechowicz – burmistrz tykociński w 1788 roku, 1789, 1790 roku

Hrabstwo tykocińskie (ekonomia tykocińska)
- Stefan Czarniecki – od 1659 roku.
- Jan K. Branicki – od 1665 r.[17]

Prezydenci Miasta
- Jan Moroziewicz – prezydent miasta w l. 1791–1794
- Ignacy Antonowicz – prezydent miasta w l. 1795–1798

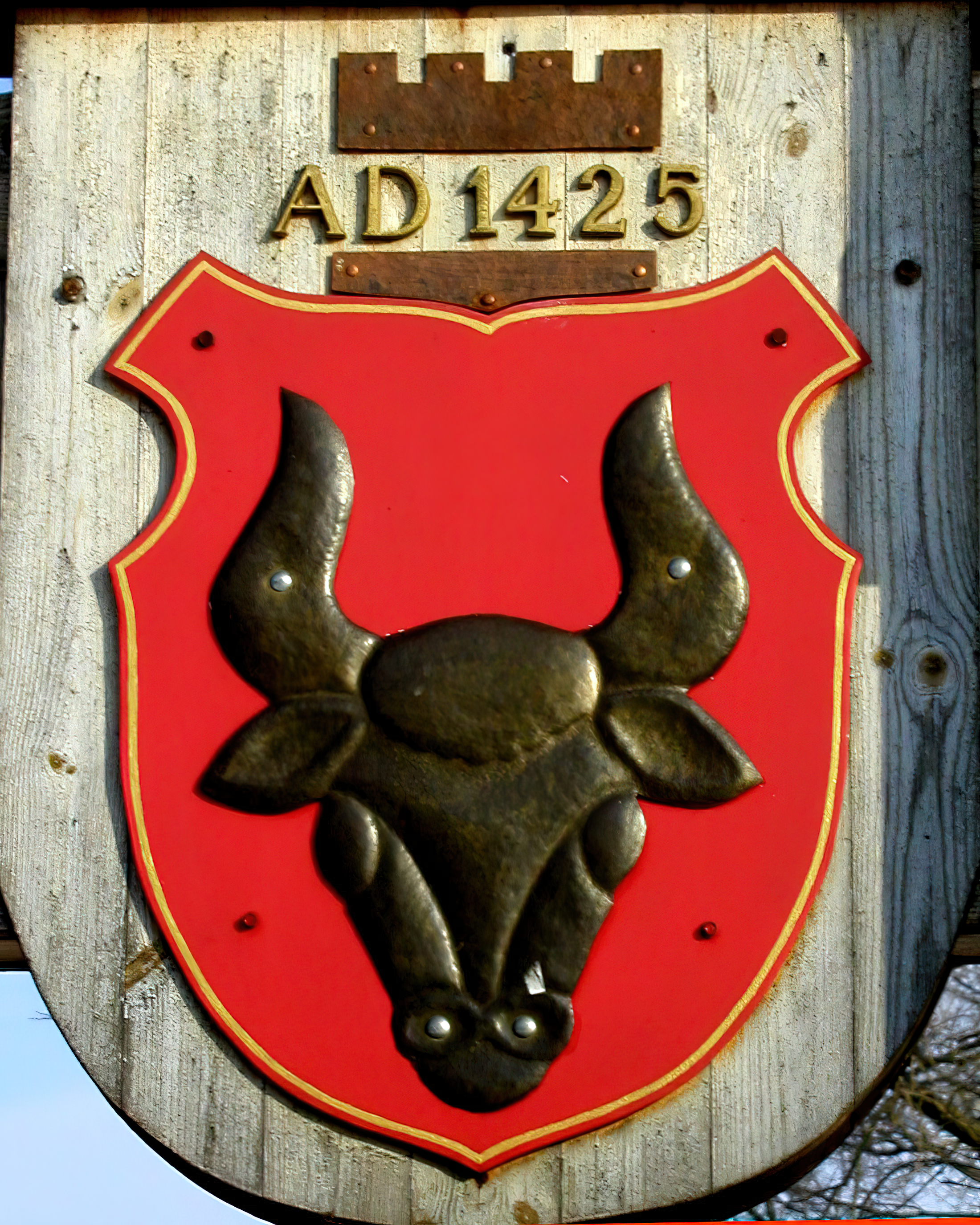
Herb Tykocina na powitalnym słupie wjazdowym

Historia osadnictwa żydowskiego w Tykocinie
Pierwsi osadnicy żydowscy osiedli na tych ziemiach w 1522 roku. Było to dziesięć rodzin żydowskich z Grodna, sprowadzonych na zaproszenie Olbrachta Gasztolta w celu ożywienia handlu. W 1576 roku z ręki Stefana Batorego otrzymali oni prawo osadnictwa potwierdzone w roku 1633 przez Władysława IV. W 1800 roku mieszkańcy pochodzenia żydowskiego stanowili ok. 70% ludności miasta. Tuż przed II wojną światową udział ludności żydowskiej w liczącej 5000 osób populacji miasta wynosił 50%.
W Tykocinie mieściła się druga co do wielkości (po krakowskiej) gmina żydowska w Polsce.

Osiedlenie się żydów w Tykocinie nastąpiło w początkach XVI wieku. Olbracht Gastold, wojewoda trocki, pozwolił w 1522 roku 10 żydom z Grodna osiąść w Tykocinie „na Kaczorowie za mostem”. Na ostrowie mają sobie postawić szkołę. Wyznaczono im plac na cmentarz „pierwszą górę za rzeką”. Pozwolono im wystawić kramnice koło ratusza i prowadzić wszelki handel. Następnie w r. 1536 tenże Gastołd wydał w Wilnie nowy przywilej, uwalniający żydów od wszelkiej juryzdukcyi sądów miejskich i grodzkich („Prosili.... żeby ich doktór, na imię Dawid, albo potem będący, według zakonu żydowskiego one sądził i rządził a starosta i urzędnicy żeby ich w żadnych sprawach nie sądzili, woźnych swoich na nie dawali... ani win nie brali. A jeśli będzie jakie prawo żyd z chrześcianinem albo chrześcianin z żydem miał, tedy starostowie spółek z doktorem mają to obaczyć i rozeznać”). Batory potwierdzając ich przywileje w Tykocinie r. 1576 pozwala swobodnie trudnić się handlem po miastach i wsiach królewskich, pańskich, duchownych i szlacheckich. Władysław IV potwierdzając w Krakowie r. 1633 przywileje żydów, zabronił dochodzić pretensyi wszelkich na rodzinie winowajcy lub niedotrzymującego umowy. Na specyalną prośbę żydów tykocińskich potwierdził w Wilnie 1639 r. ich swobody, przywileje. Mimo to ciągle zachodzą zatargi między żydami tykocińskimi a chrześciańską ludnością. Wreszcie w r. 1763 staje umowa, którą żydzi zobowiązali się w zamian za udzielenie im prawa do pastwiska koni i uwolnienia od opłat miejskich, wnosić do kasy miejskiej 120 złp. rocznie w dwu ratach.

W lecie 1941 roku ludność żydowska licząca około 1400 osób została wymordowana w lasach w pobliżu wsi Łopuchowo.

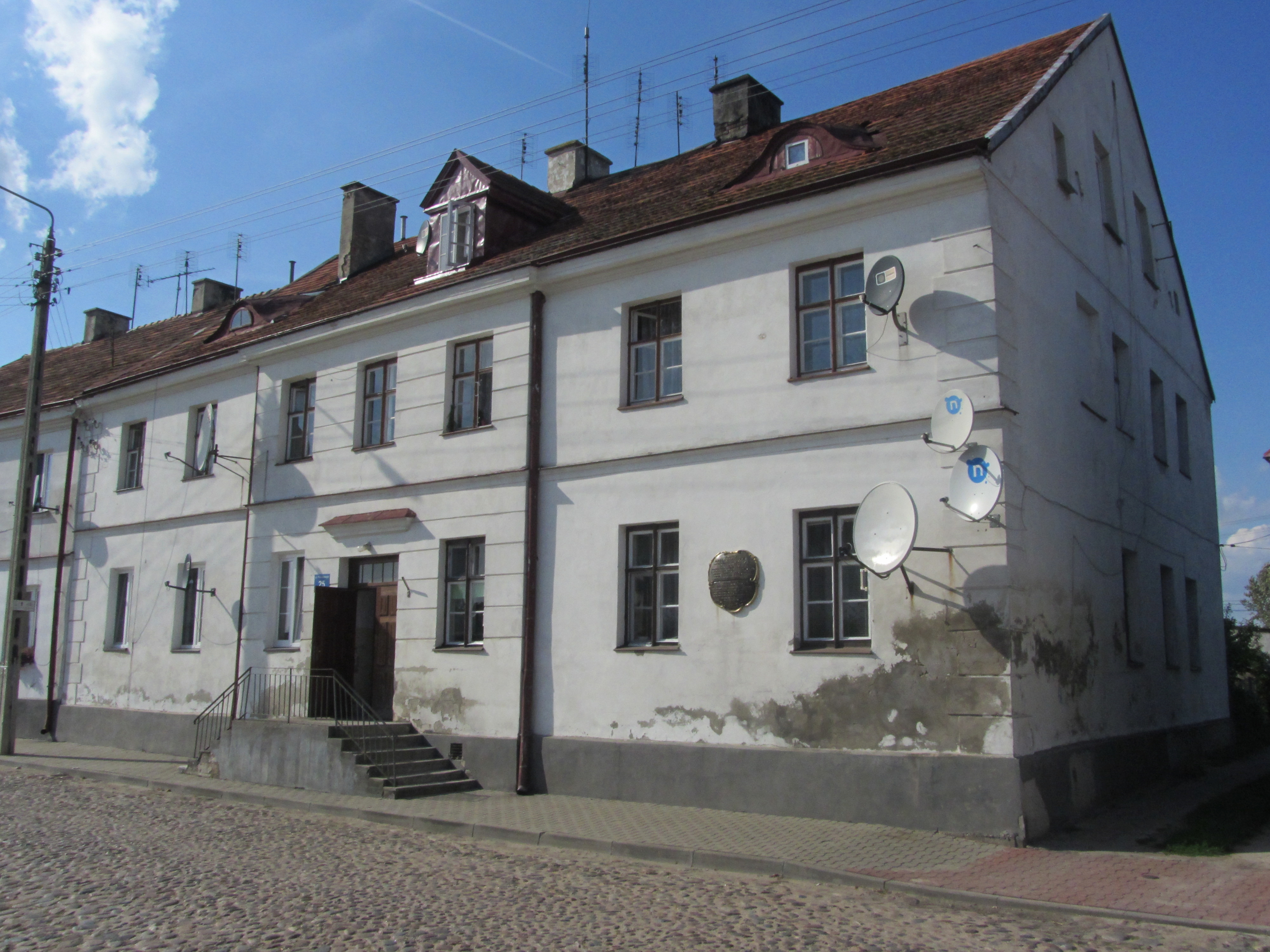
Tykocin, Kamienica przy ul. Piłsudskiego 25

## Zabytki

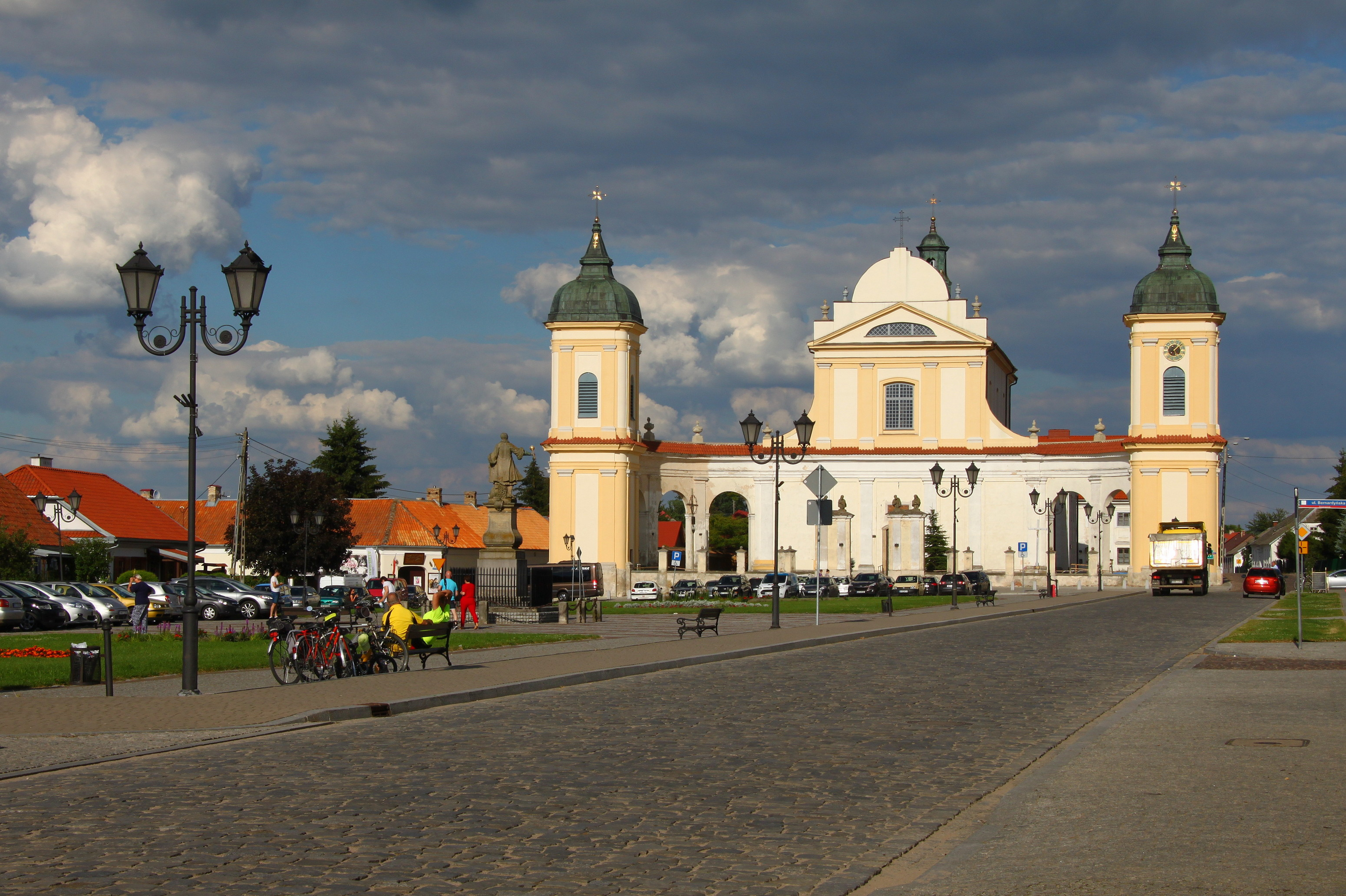
Plac i kościół parafialny pw. Świętej Trójcy

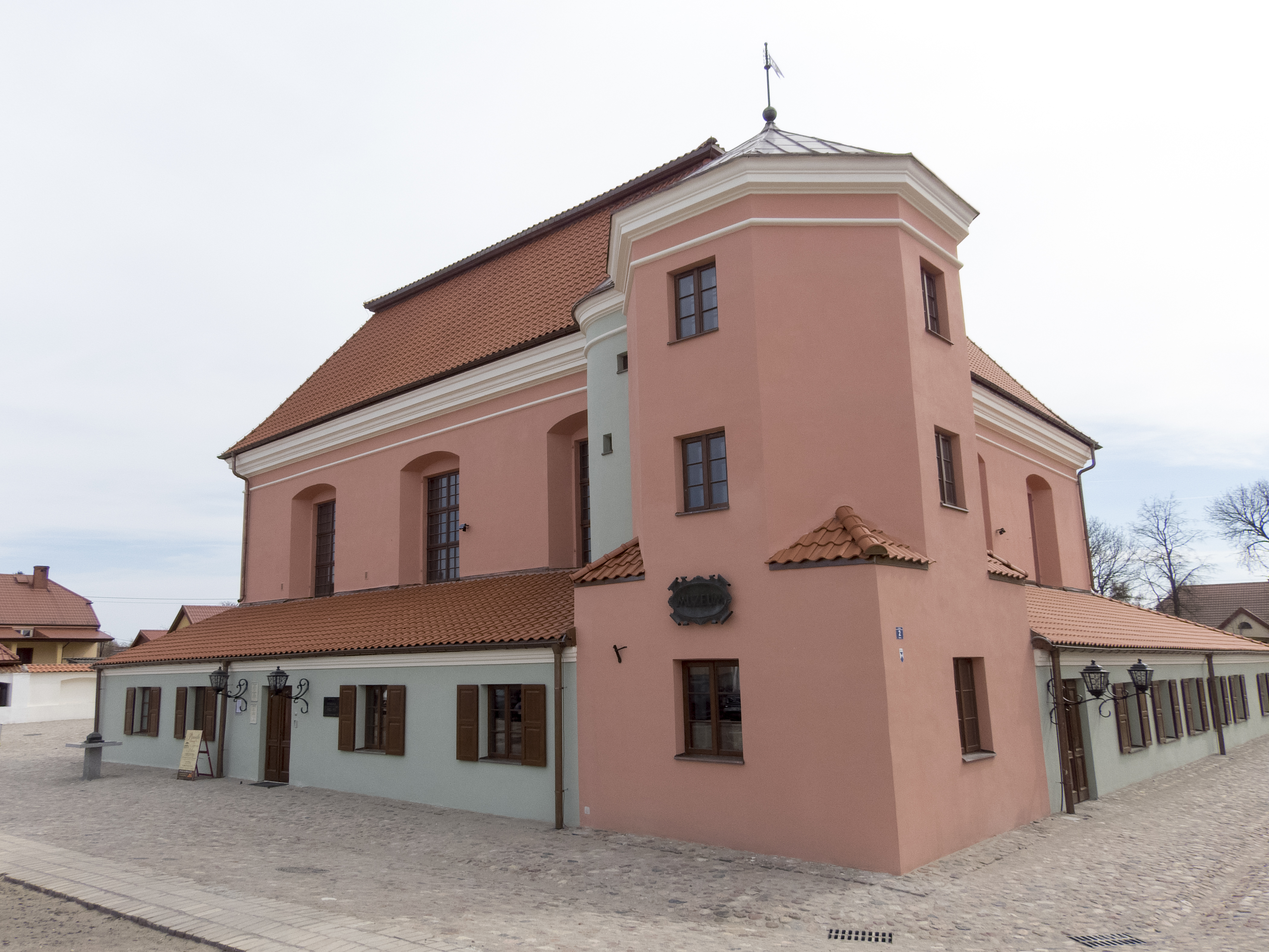
Budynek Synagogi Wielkiej, obecnie Muzeum Kultury Żydowskiej

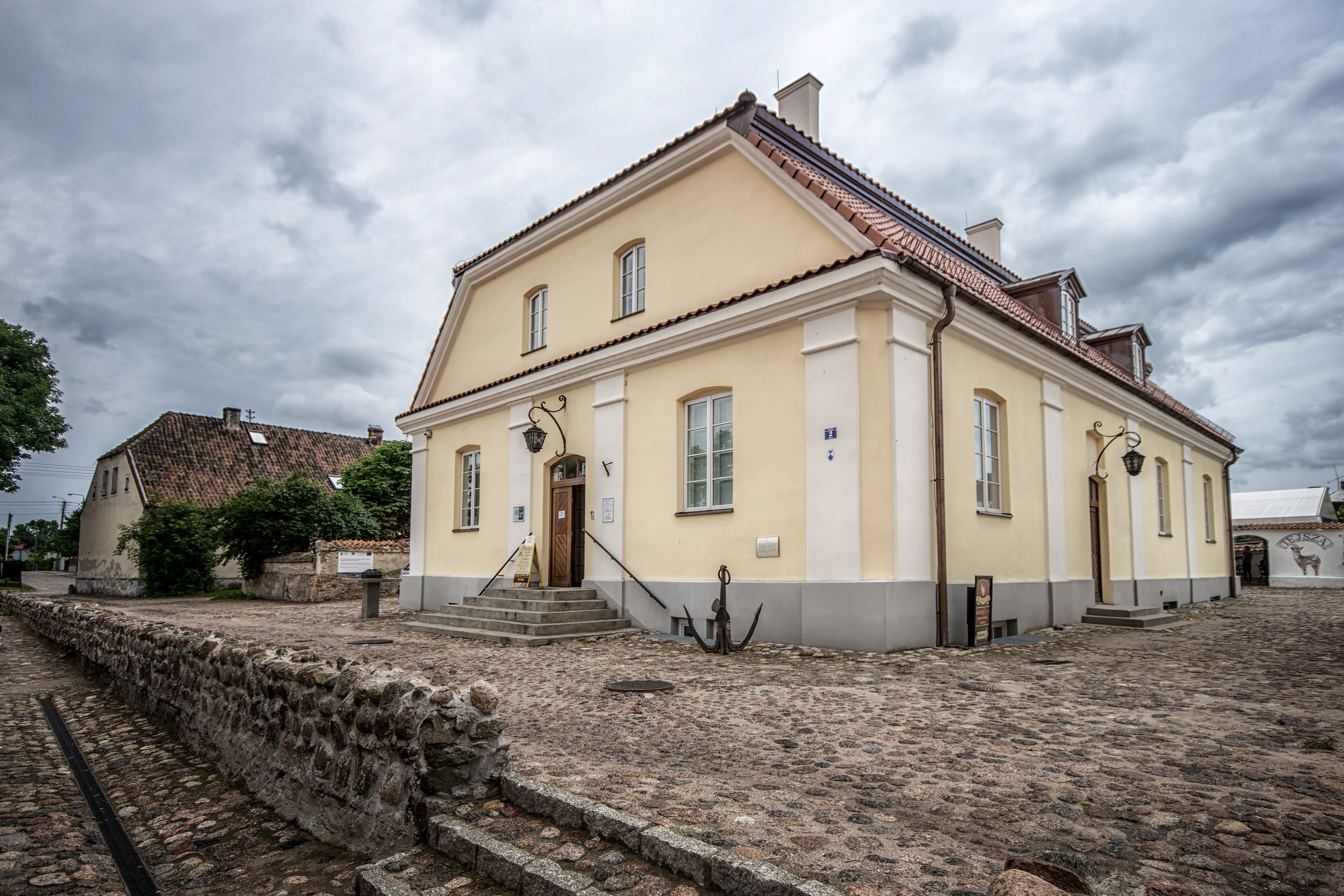
Mała Synagoga w Tykocinie

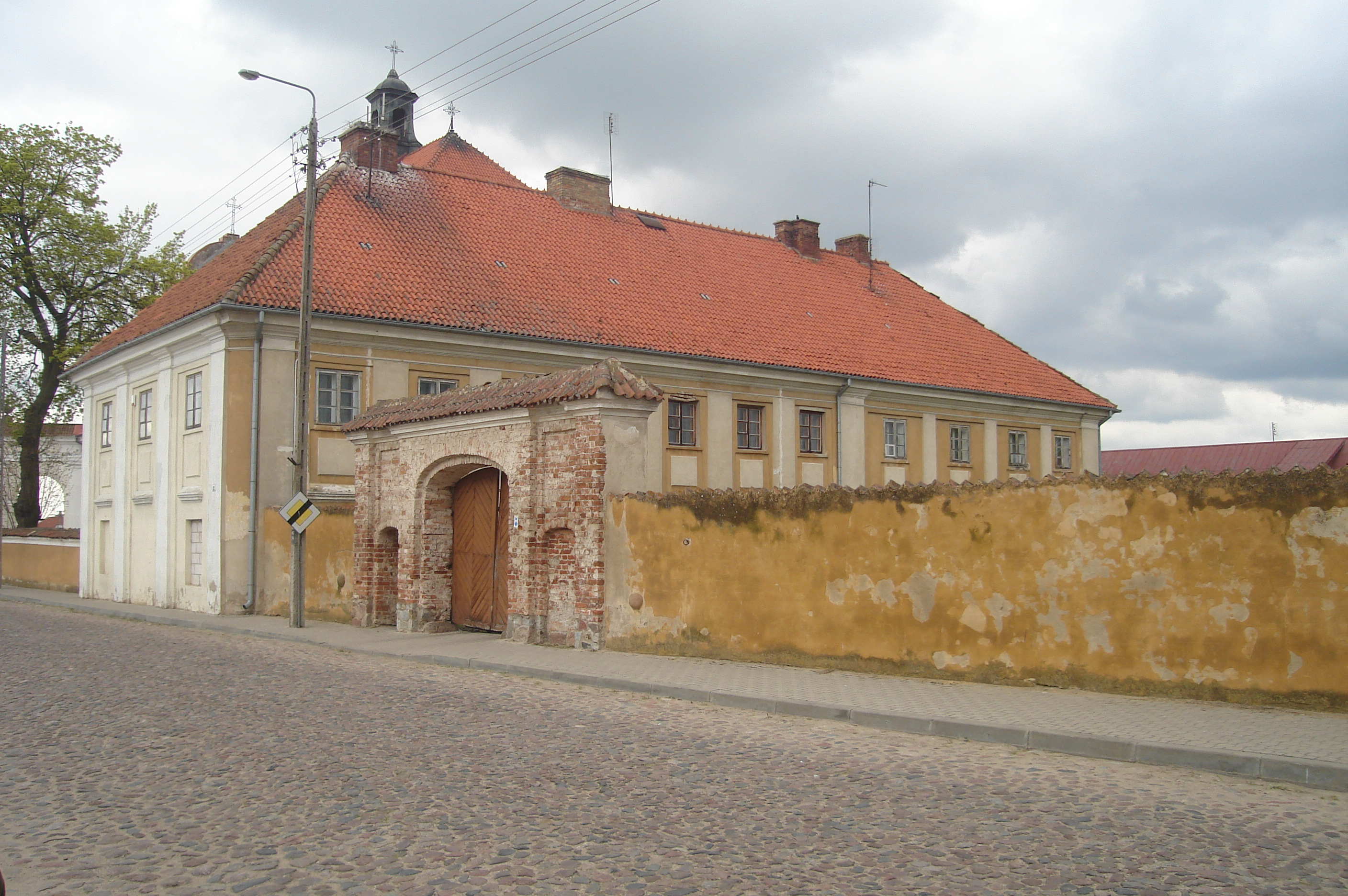
Dawny klasztor misjonarzy w Tykocinie

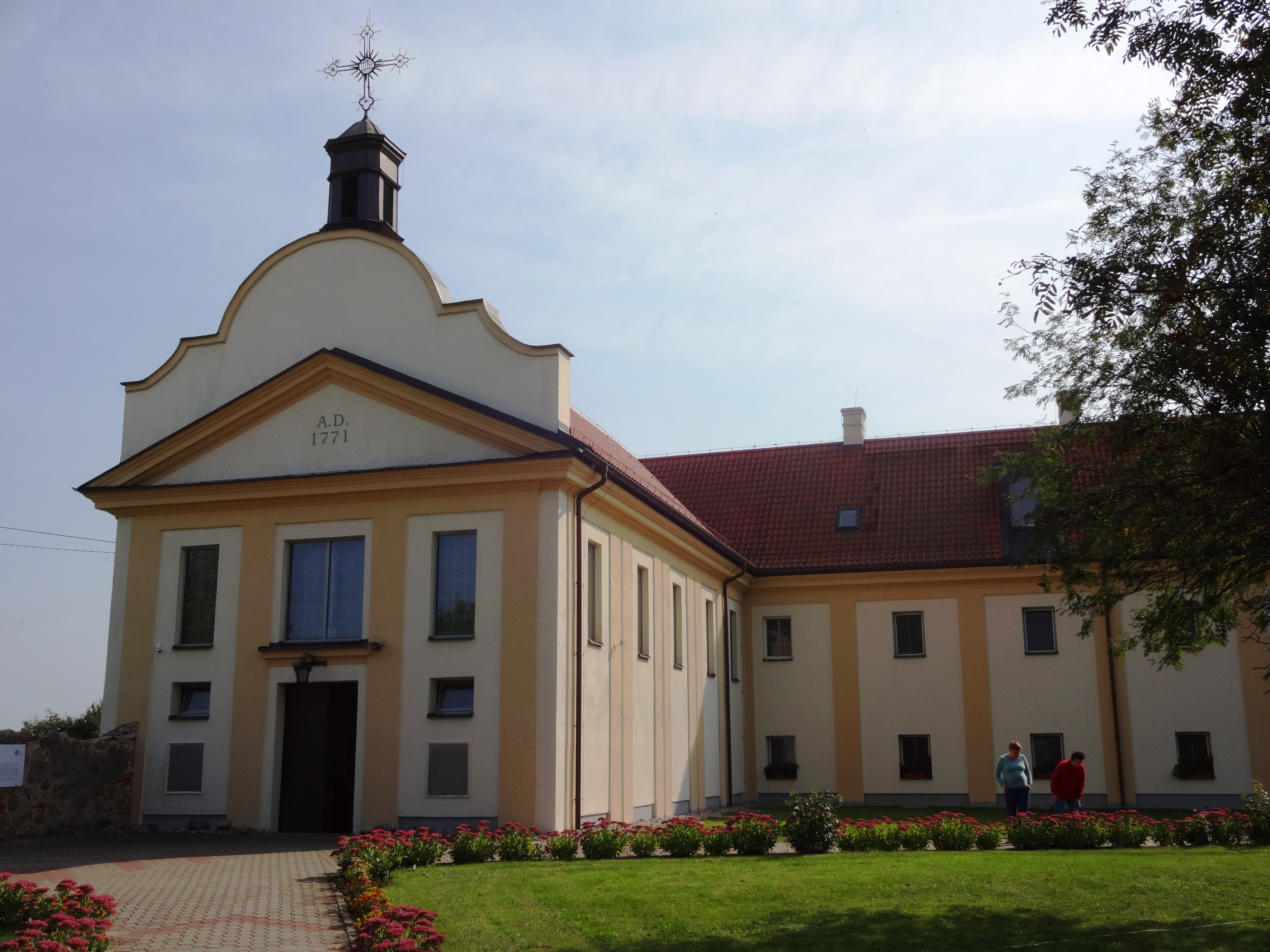
Zespół Klasztorny Bernardynów w Tykocinie

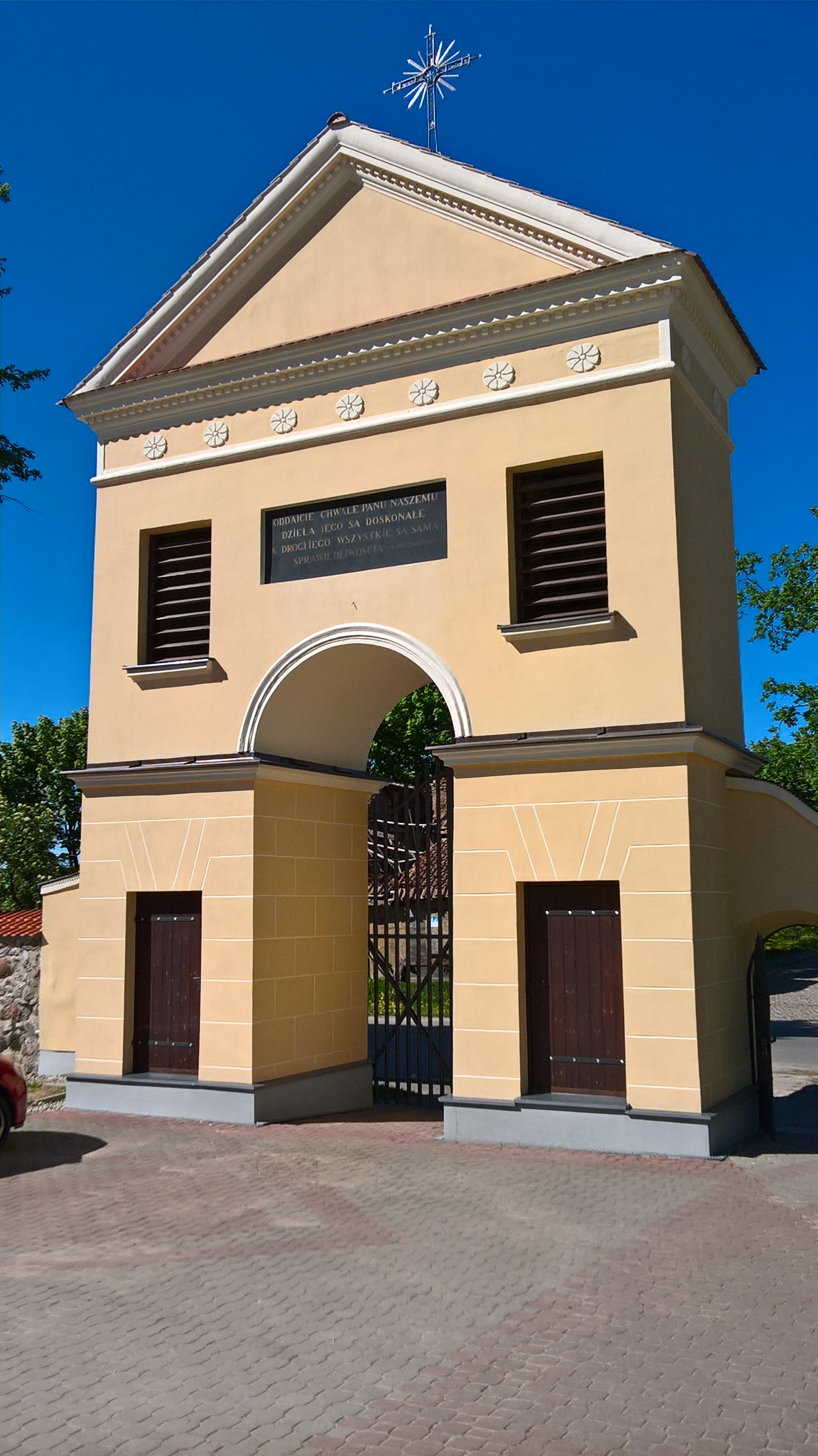
Brama-dzwonnica z 1853 r. w Zespole Klasztornym Bernardynów w Tykocinie z XVIII w.

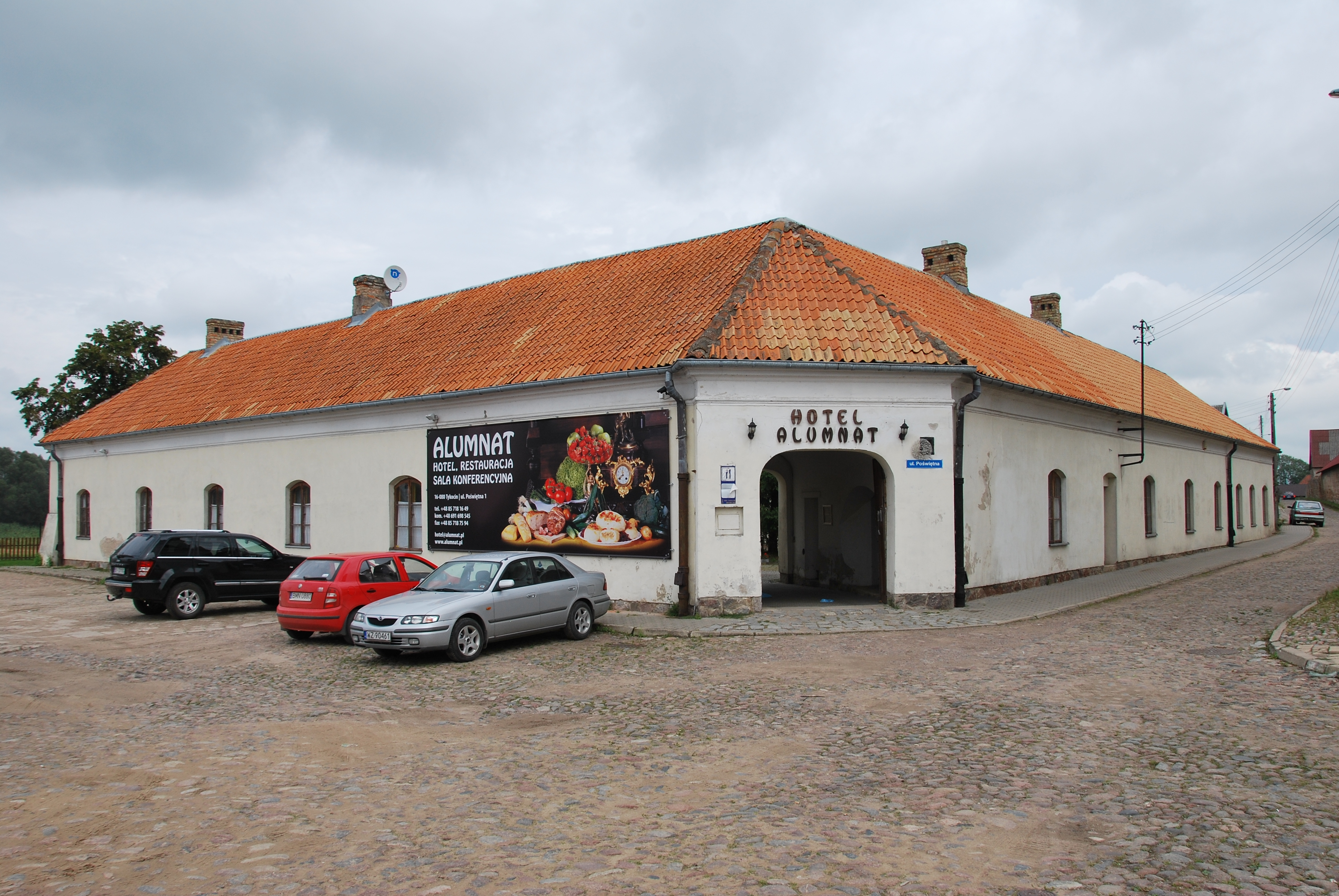
Alumnat

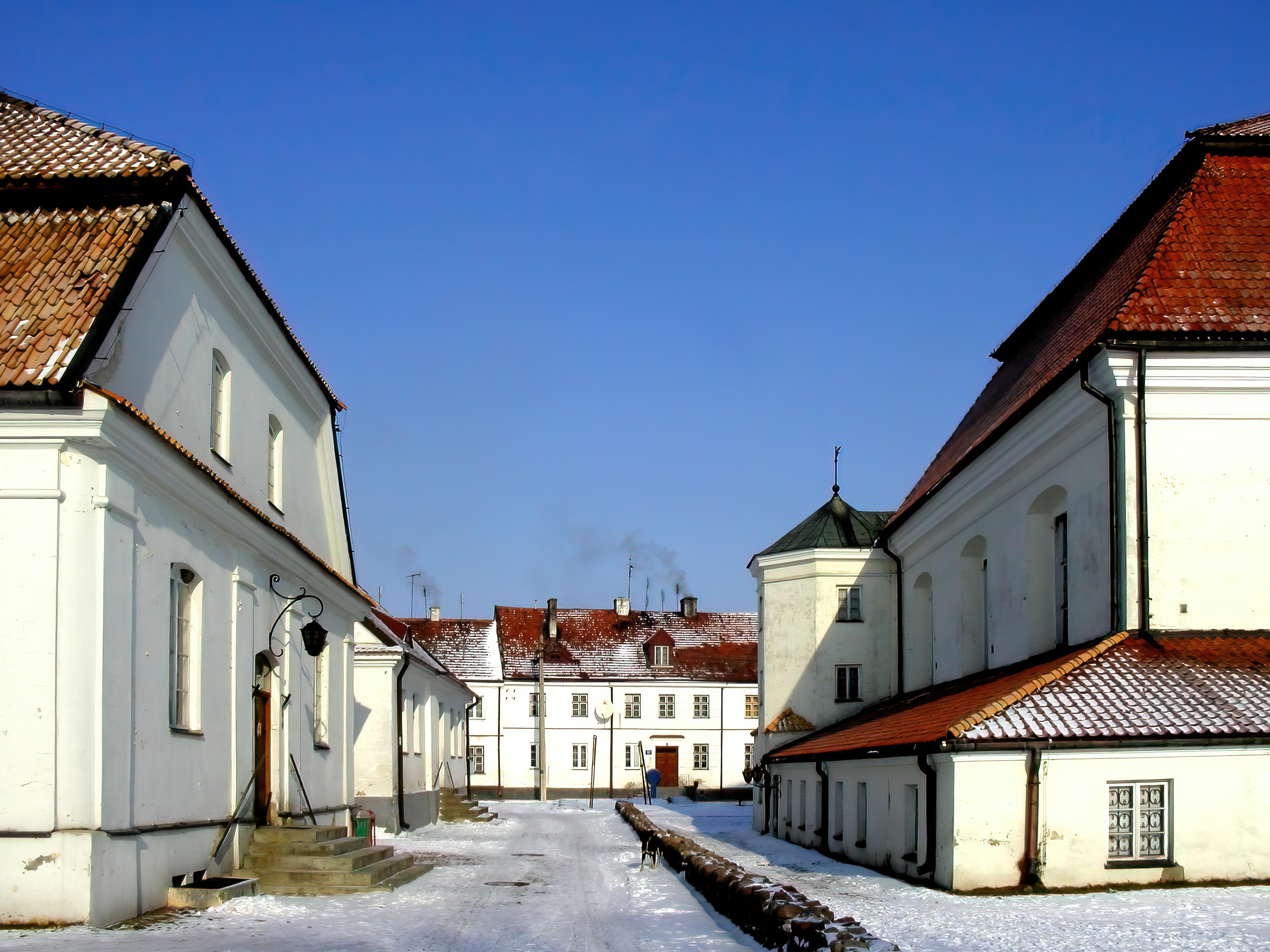
Zabytkowe zabudowania w pobliżu dawnego Małego Rynku

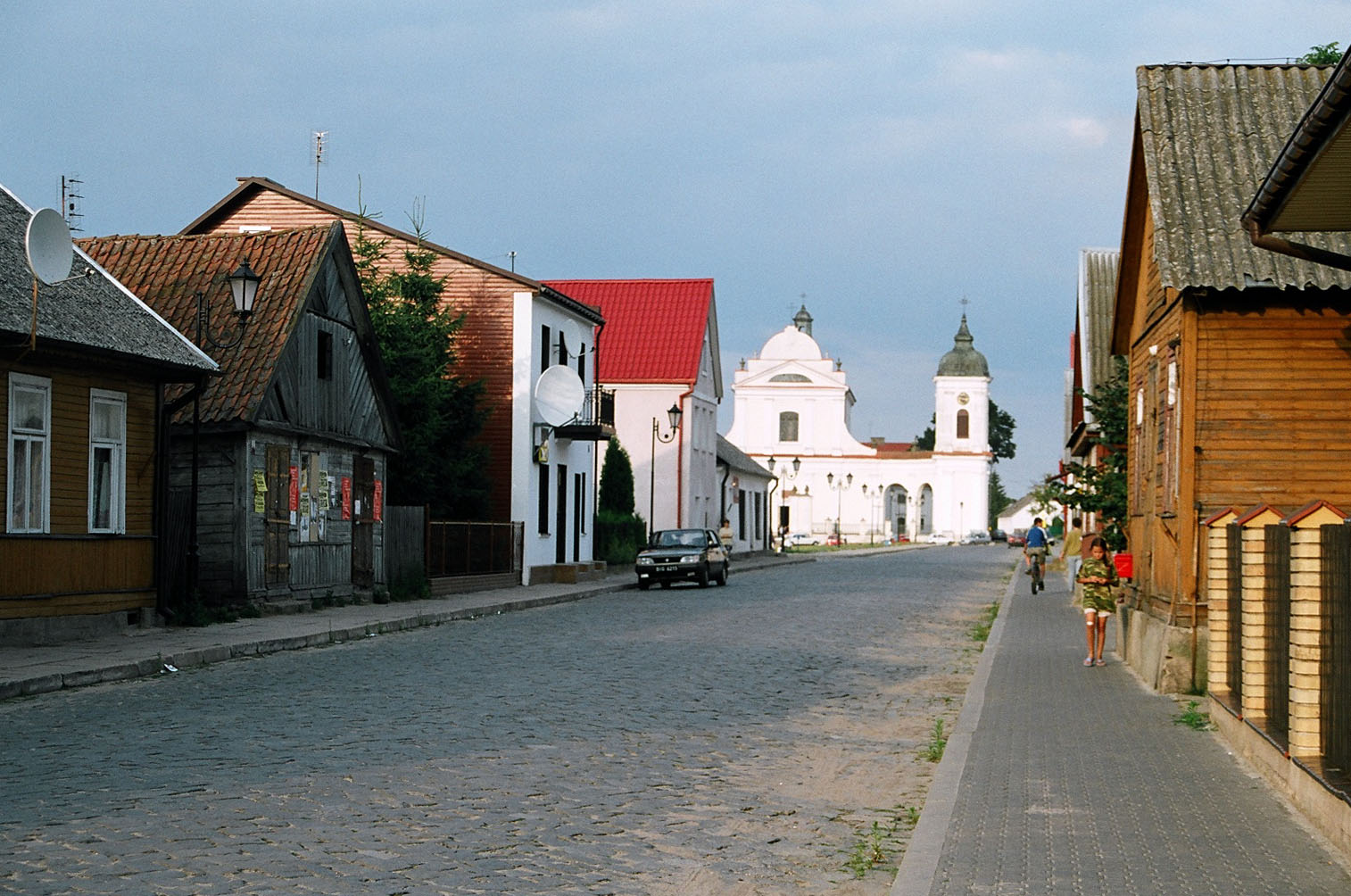
Ulica Złota z widokiem na kościół Św. Trójcy

W Tykocinie znajduje się ponad 100 obiektów zabytkowych. Najstarszy zespół urbanistyczny historycznego Podlasia z zachowanym układem charakterystycznym dla miasteczka żydowskiego. Jeden z największych przedwojennych ośrodków kultury żydowskiej w Polsce.
Według rejestru zabytków Narodowego Instytutu Dziedzictwa do rejestru zabytków nieruchomych wpisane są następujące obiekty:
- teren części miasta, XV – XVIII (nr rej.: A-444 z 12.12.1956),
  - Duży Rynek – rozległy rynek z okresu lokacji miasta, przekształcony po pożarze w 1656 roku w kompozycję barokową o trapezowatym kształcie, otoczony zabytkową, bogato zdobioną, niską zabudową sięgającą XVIII wieku; kramnice Tykocin, zabudowa rynku

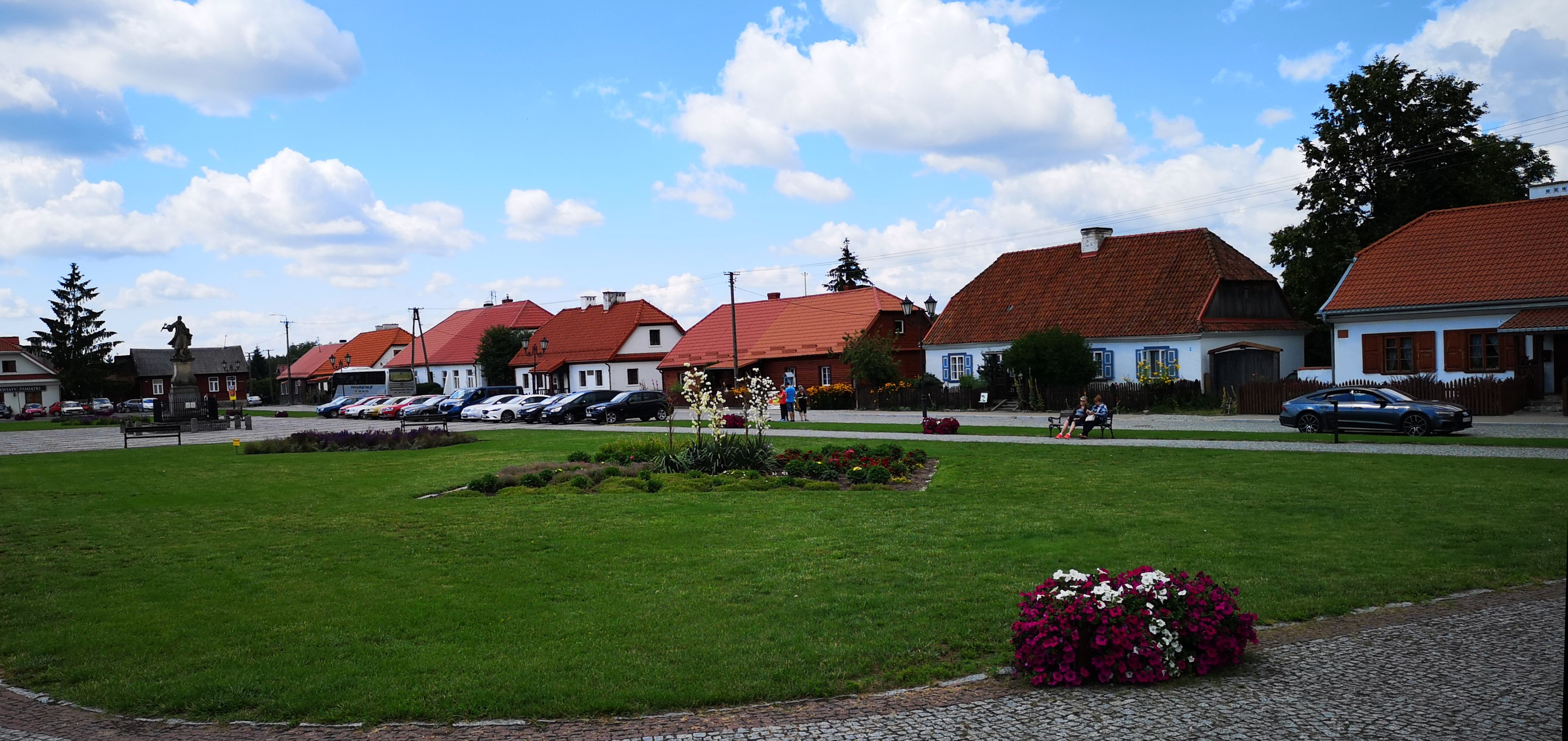
Tykocin, zabudowa rynku

  - Mały Rynek, niegdyś centrum dzielnicy żydowskiej, umiejscowiony w pobliżu synagogi z fragmentami arkadowego muru z bramami
- zespół klasztorny bernardynów, wzniesiony w latach 1771–1790 z inicjatywy Jana Klemensa Branickiego, obecnie dom księży emerytów[19]:
  - kaplica pw. św. Elżbiety, 1771–1790, klasztor, 1771–1790, dzwonnica-brama z ogrodzeniem, pocz. XIX w., zabudowania gospodarcze: dom mieszkalny, ok. XVIII w. i stodoła z XIX w., dawny ogród i dziedziniec, 2 poł. XVIII – XIX;
- zespół klasztorny misjonarzy (nr rej.: A-455 z 30.04.1958 i z 5.05.1958):
  - kościół par. pw. Świętej Trójcy – barokowy kościół oraz zespół klasztorny pomisjonarski fundacji J.K. Branickiego (1742–1749)
  - dawny klasztor i seminarium, obecnie plebania, 1741–1750, spichlerz, ul. 11 Listopada, II poł. XVIII w., brama, ul. 11 Listopada, II poł. XVIII w.;
- synagoga „duża”, barokowa, obecnie Muzeum Kultury Żydowskiej, ul. Kozia 2, 1642 r., XVIII / XIX, po 1957 (nr rej.: A-457 z 24.01.1957),
- synagoga „mała” – dom talmudyczny, obecnie Muzeum Kultury Żydowskiej oraz Restauracja z Kuchnią Żydowską, ul. Kozia 2, IV ćw. XVIII w., po 1970[20]
- cmentarz rzym.-kat., par., ul. Zagumienna, 1795 r. (nr rej.: A-296 z 15.07.2010):
  - kaplica cmentarna pw. MB Bolesnej, 1901–95, kaplica grobowa Glogerów, 1885, grobowiec „katakumby”, 1841, ogrodzenie mur. z bramą, 1857, 1895,
- cmentarz żydowski, ul. Holendry, 1522 r. (nr rej.: A-106 z 29.12.1984),
- ruiny zamku króla Zygmunta II Augusta i pozostałości fortyfikacji ziemnych, sprzed roku 1469 (nr rej.: AK.180-175-8/37 z 02.1937, 2 z 20.02.1950),

Zamek tykociński
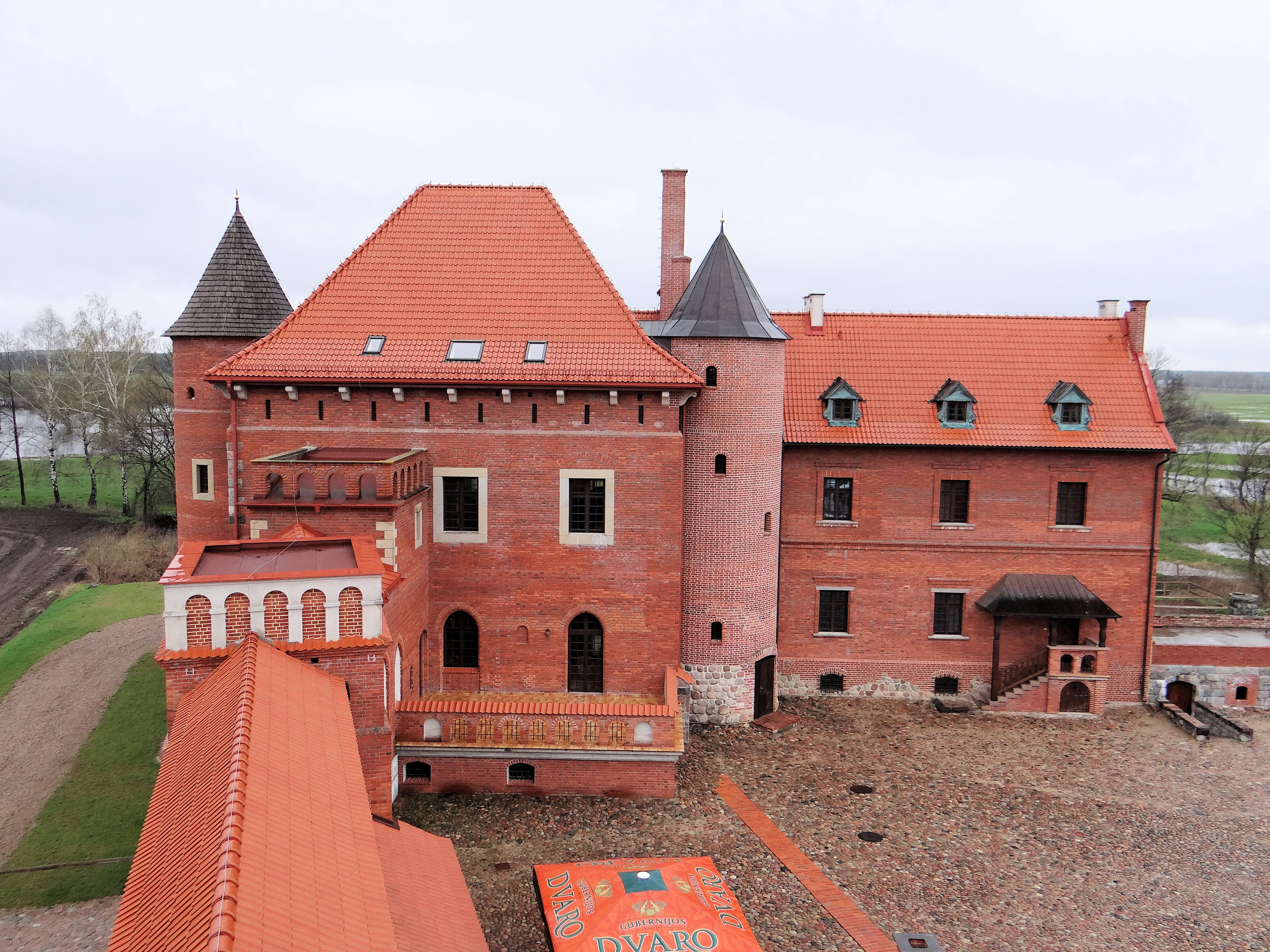
Widok z baszty
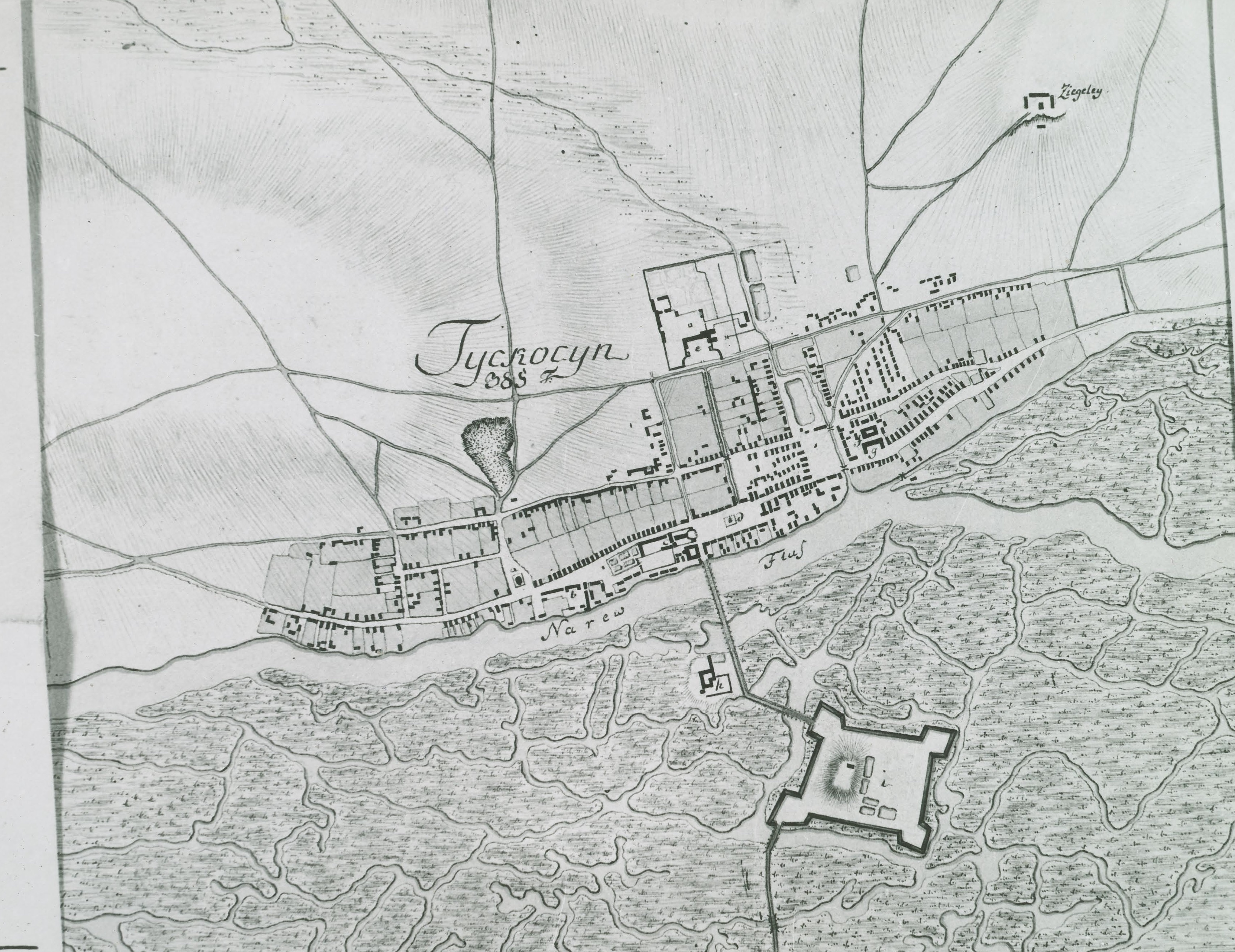
Tykocin z zamkiem na mapie (1790)
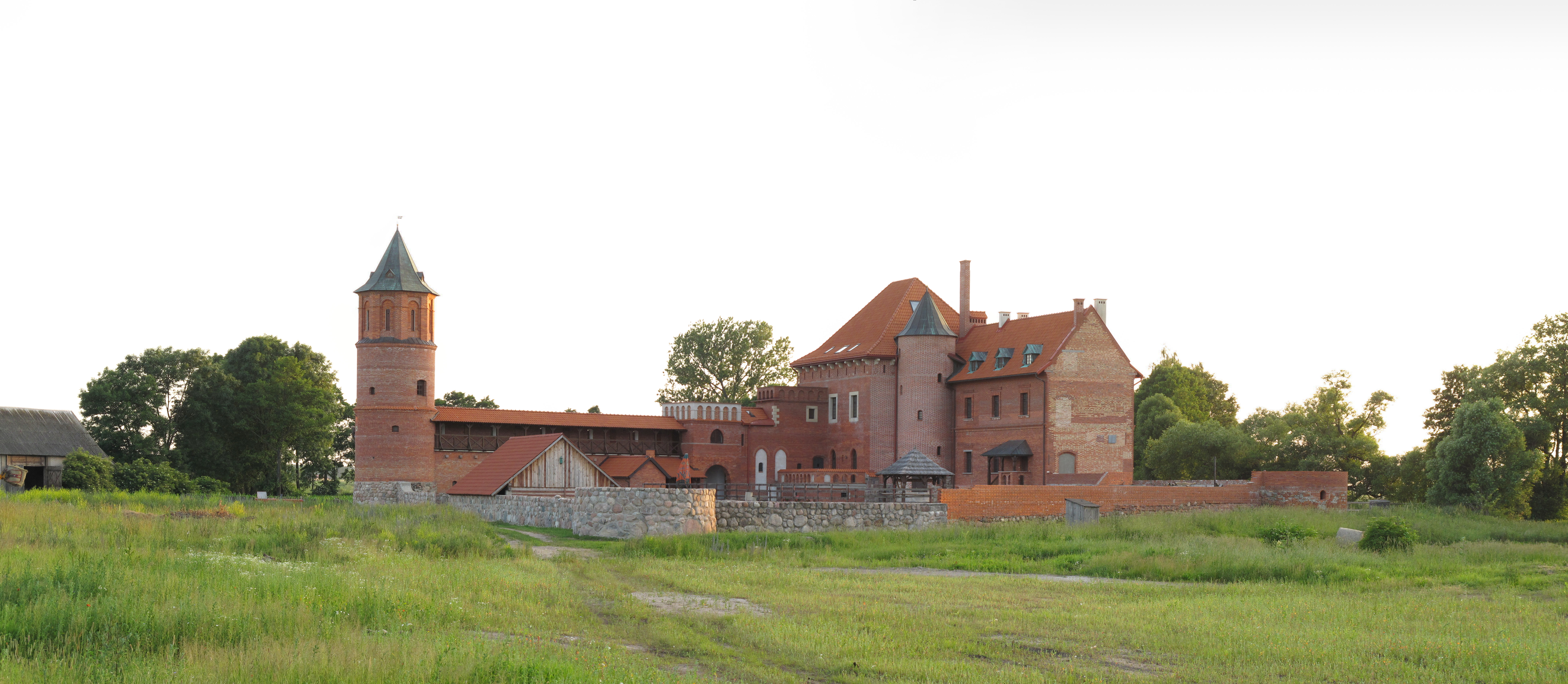
Po częściowej rekonstrukcji

- alumnat wojskowy, pierwszy w Polsce dom żołnierzy-weteranów, z lat 1634–1638, obecnie dom wycieczkowy, ul. Poświętna 1, 1633–1645, poł. XVIII w.[21]
- domy drewniane, pl. Czarnieckiego 2, 6, Dom Bagieńskich nr 10, 12, XVIII / XIX w. (nr rej.: A-463 A-464, A-186)
- dawny szpital, ul. Jordyka/11 Listopada, z roku 1755 w południowo-wschodnim narożniku rynku (nr rej.: A-466 z 10.05.1958),
- domy, ul. Kaczorowska 5/5a, 7, 9, 1798–1806, XVIII – XIX w. (nr rej.: A-474 do A-476 z 20.11.1958),
- dom drewniany z ogrodem, ul. Klasztorna 2, II poł. XIX w. (nr rej.: A-500 z 30.12.1986)
- dom, ul. Kozia 1, pocz. XIX w. (nr rej.: A-477 z 18.12.1958),
- dom, ul. 11 Listopada 4, I poł. XIX w. (nr rej.: A-467 z 4.12.1974),
- domy murowano-drewniane, ul. 11 Listopada 5, 11, pierwsza poł. XIX w. (nr rej.: A-468, A-470 z 4.12.1974),
- dworek administratora, rezydencja ekonomiczna, murowany, wzniesiony w połowie XVIII w. z inicjatywy Jana K. Branickiego, ul. 11 Listopada 8, XVIII w.[22]
- poczta, ul. 11 Listopada 36, po 1815 roku (nr rej.: A-471 z 11.08.1994),
- domy, ul. Piłsudskiego 22, 23, 25, 27, 29, 31, 33, 35, z XVIII–XIX w. (nr rej.: A-480, A-482 do A-486, A-491, A-496)
- domy, ul. Złota 2, 3, XVIII – XIX w. (nr rej.: A-497, A-498)
- wiatrak koźlak, jeden z licznych na tych ziemiach wiatraków pozostawionych przez Holendrów, ul. Klasztorna, rok 1887 (nr rej.: A-499 z 24.01.1980),
- pomnik Stefana Czarnieckiego z 1763 roku – szacowany na drugi po kolumnie upamiętniającej narodziny króla Zygmunta I Starego najstarszy pomnik świecki w Polsce, dzieło rzeźbiarza francuskiego Pierre de Coudray, wzniesiony z inicjatywy Jana Klemensa Branickiego, prawnuka Stefana Czarnieckiego, wykonana z piaskowca szydłowieckiego rzeźba dwumetrowej wysokości, umieszczona na cokole, przedstawia hetmana w stroju szlacheckim, ze złotą buławą w podniesionej ręce. Na cokole widnieją łacińskie inskrypcje z tekstem przywileju nadania starostwa tykocińskiego Stefanowi Czarnieckiemu. Usytuowany na środku placu postument został wyeksponowany w 1994 roku w wyniku działania trąby powietrznej, która wyrwała i połamała otaczające go drzewa (nr rej.: 19 z 12.05.1959, 217 z 21.10.1966),

Według Zygmunta Glogera pomnik stanął pomiędzy rokiem 1755 a 1760. Jan Klemens Branicki powierzył jego wykonanie najlepszemu rzeźbiarzowi, jaki osiadł wówczas w Warszawie, francuzowi Delone’.

Pomnik Stefana Czarnieckiego
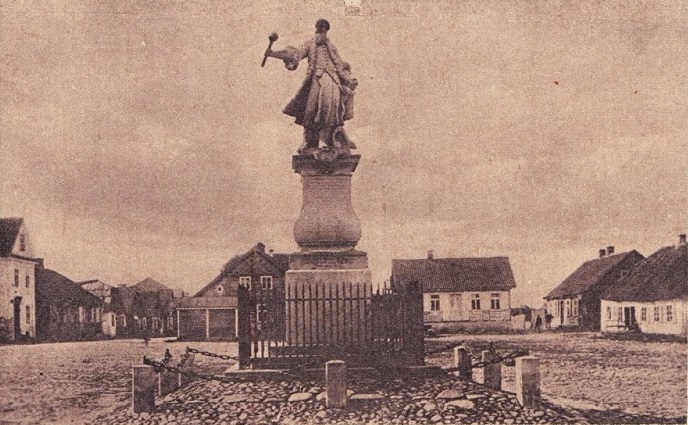
Pomnik w 1918 r.
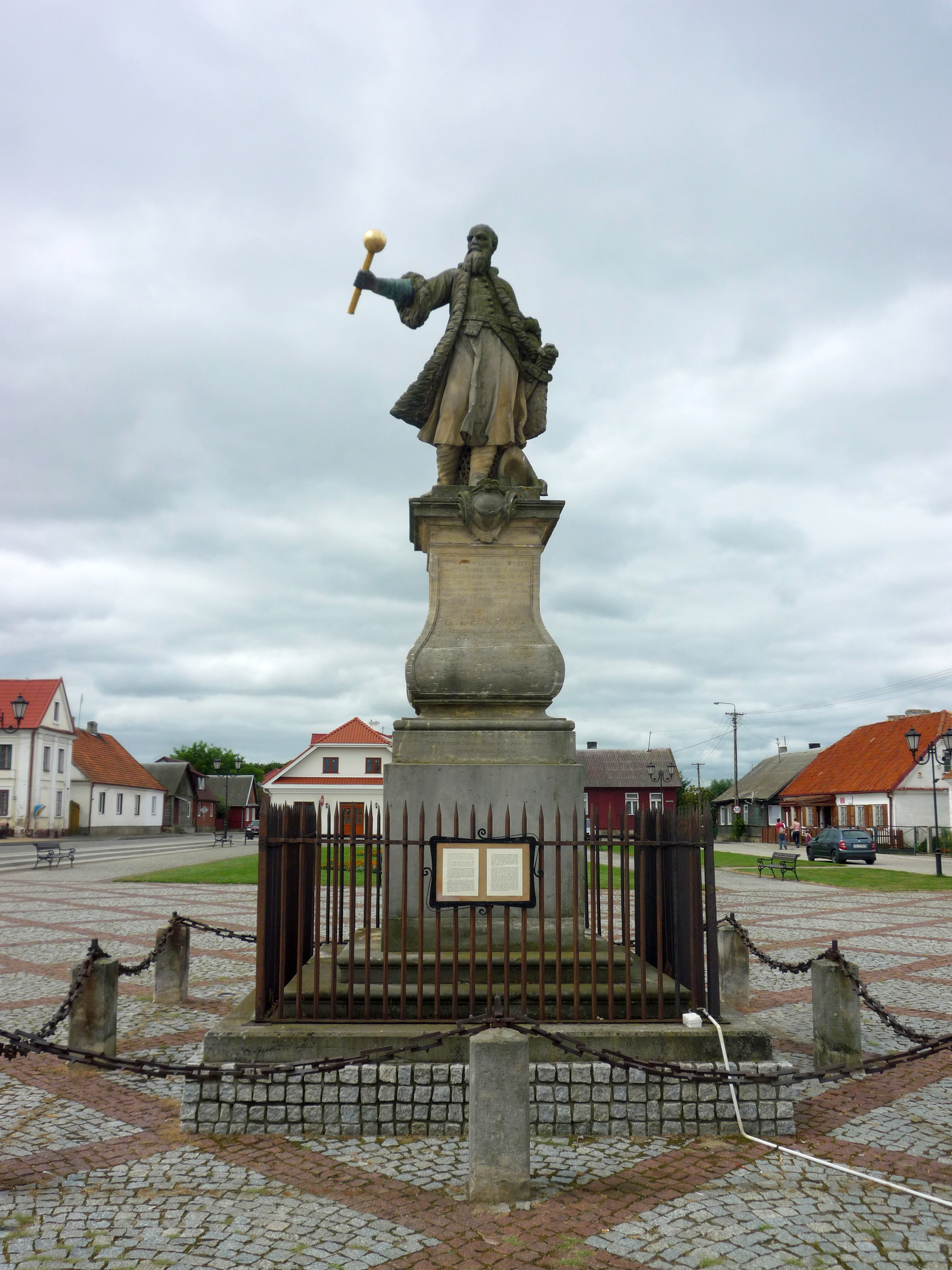
Pomnik obecnie
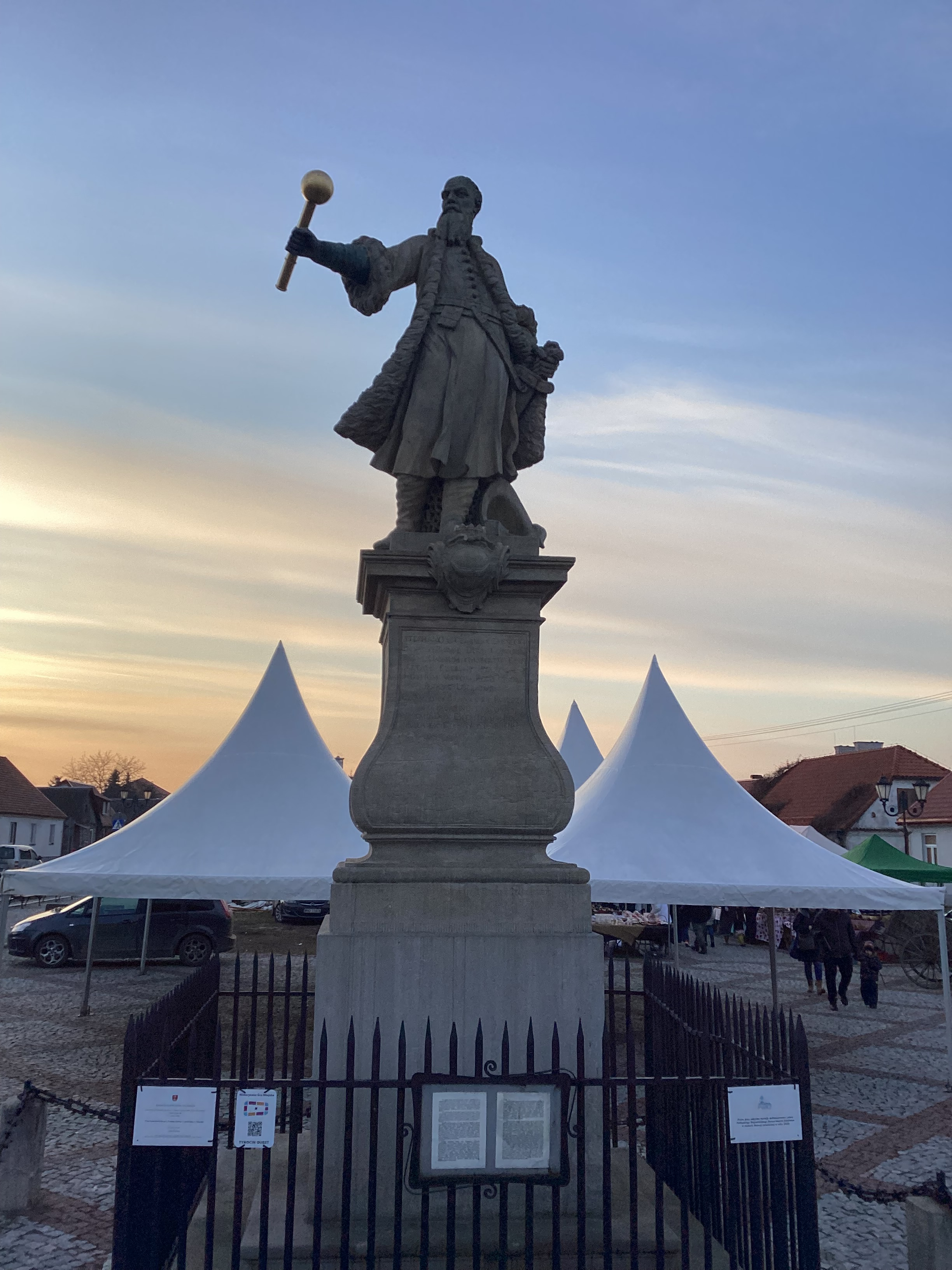
Pomnik podczas obchodów 600 lat Tykocina 8 lutego 2025 r.

- most drogowy na rzece Narwi, stalowy, k. XIX w., pocz. XX w., 1955 (nr rej.: A-354 z 7.07.2011).

### Zabytki nieistniejące
- Stara Synagoga
- unicka (greckokatolicka) cerkiew bazylianów pw. św. Mikołaja z 1758 r., barokowa, rozebrana w 1833 r. i przeniesiona do wsi Sokoły, gdzie zachowała się i funkcjonuje jako rzymskokatolicki kościół cmentarny Podwyższenia Krzyża Świętego.

### Pomniki i tablice

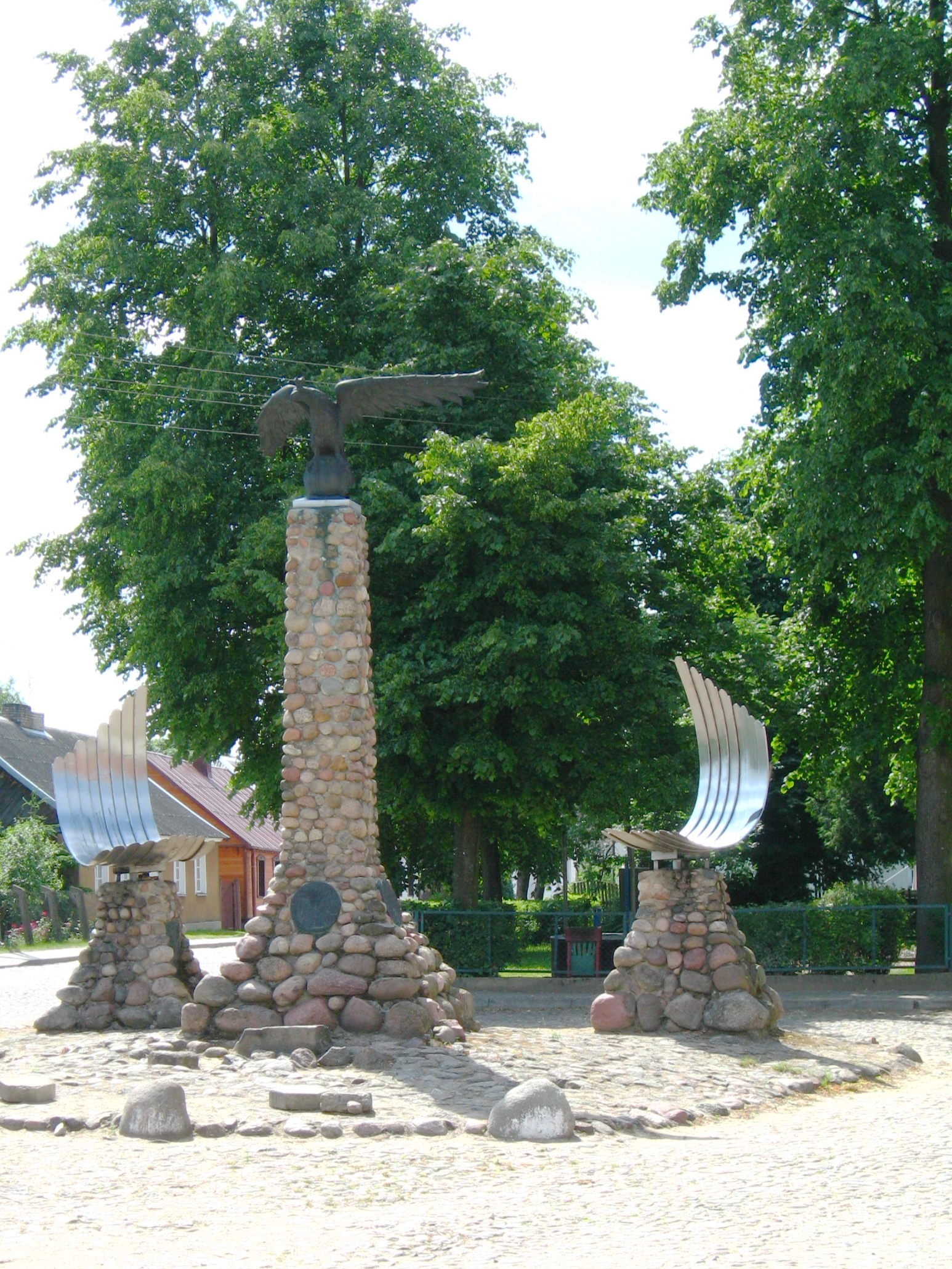
Pomnik Orła Białego (1982)

- grób zbiorowy Żydów tykocińskich w Lesie Łopuchowskim (25 sierpnia 1941)
- pomnik Orła Białego – wzniesiony w 1982 roku z inicjatywy Towarzystwa Przyjaciół Ziemi Tykocińskiej, z funduszy społecznych, na pamiątkę ustanowienia Orderu Orła Białego w 1705 roku, które miało miejsce w Tykocinie. Pomnik autorstwa rzeźbiarza Jerzego Grygorczuka nawiązuje do wcześniejszego postumentu drewnianego, wzniesionego w tym miejscu w roku 1919 na pamiątkę odzyskania niepodległości. Rzeźba odlana w brązie, umieszczona na wysokim, prostopadłościennym cokole przedstawia orła w koronie, zrywającego się do lotu.

- tablica upamiętniająca Markusa Zamenhofa, urodzonego w Tykocinie ojca twórcy międzynarodowego języka Esperanto – Ludwika Zamenhofa.
- tablica z nazwiskami 400 tykocińskich Żydów zamordowanych przez Niemców w sierpniu 1941 (tablicę odsłonięto w dniu 25 sierpnia 2021)[24]

### Inne obiekty i miejsca
- stanowisko archeologiczne zwane „Szwedzkimi Wałami”
- rzeka Narew, Bagna Tykocińskie w dolinie Narwi, liczne gniazda bocianie, rezerwat leśny Szelągówka na wydmach
- wieś Morusy na północ od Tykocina
- Dwór Pentowo z Europejską Wsią Bocianią, z licznymi bocianimi gniazdami, wieżą do obserwacji bocianów oraz zabytkowym drewnianym dworkiem rodziny Toczyłowskich,
- wieś Kiermusy z rekonstrukcją karczmy, dworu staropolskiego oraz staropolskiego bazaru
- Galeria Tykocin i Herbaciarnia – stworzona na wzór Herbaciarni „U Dziwisza” w Kazimierzu Dolnym nad Wisłą

## Przyroda

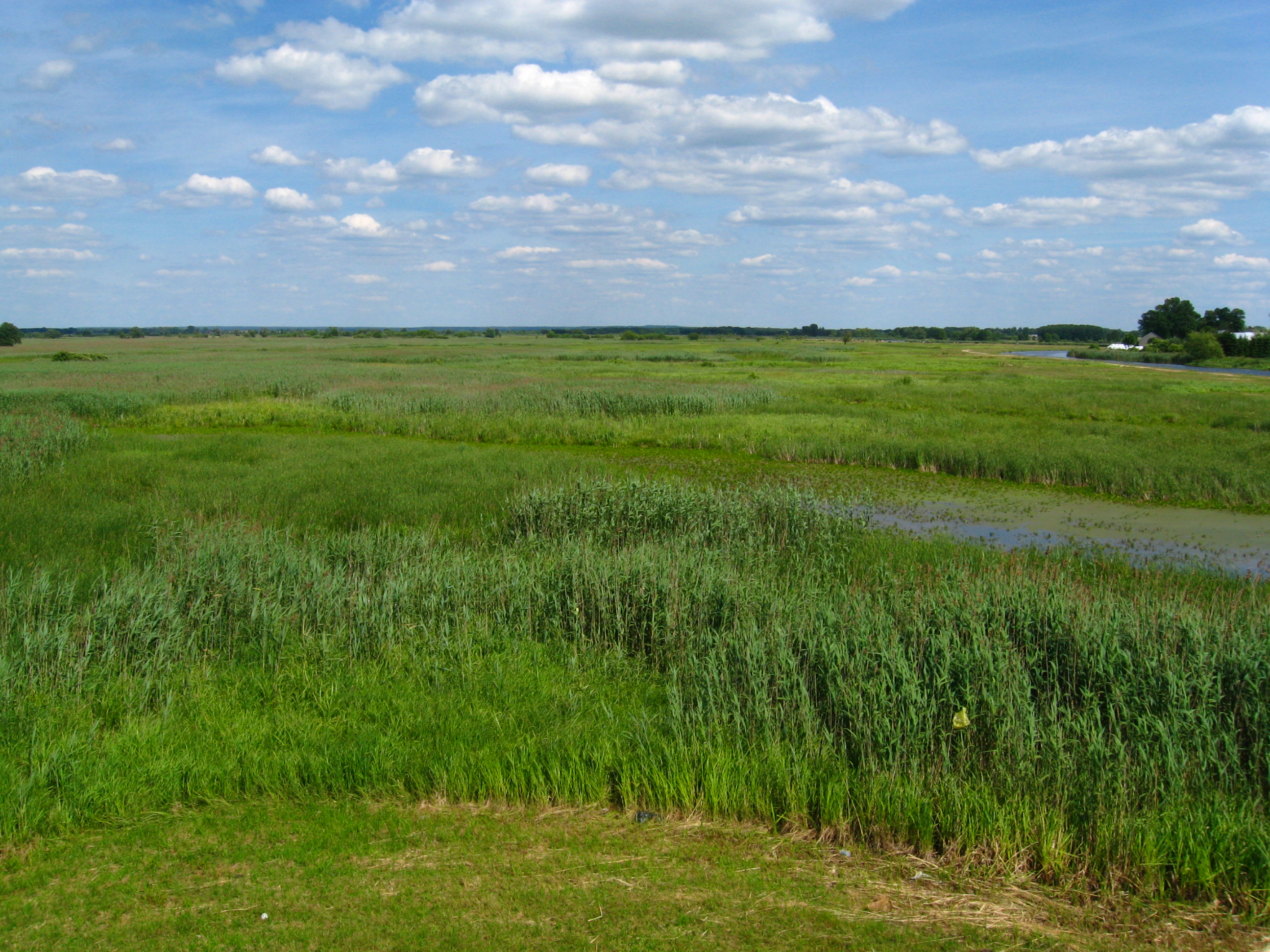
Dolina górnej Narwi

Tykocin leży na trasie podlaskiego szlaku bocianiego, biegnącego od Białowieskiego Parku Narodowego przez Biebrzański Park Narodowy do Narwiańskiego Parku Narodowego. Miastu został nadany tytuł Europejskiej Wioski Bocianiej. Przyznała go w 2001 roku niemiecka organizacja proekologiczna Euronatur.

## Demografia

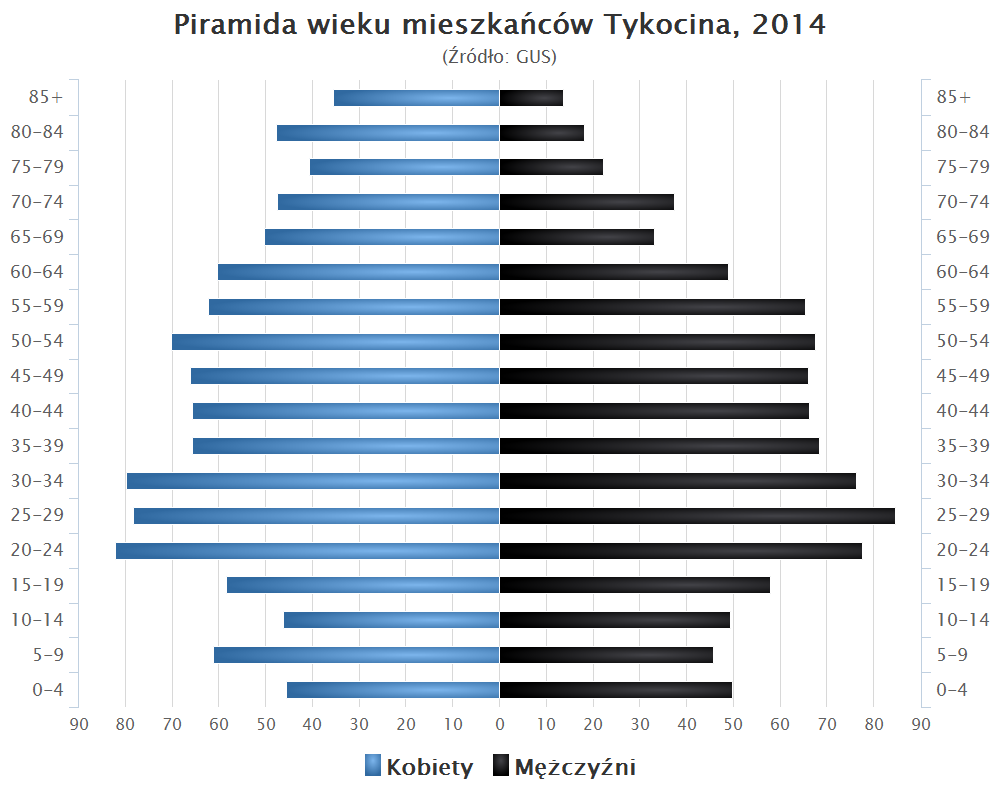
Piramida wieku mieszkańców Tykocina w 2014 roku

### Parki narodowe
- Narwiański Park Narodowy
- Biebrzański Park Narodowy
- Puszcza Knyszyńska

## Transport

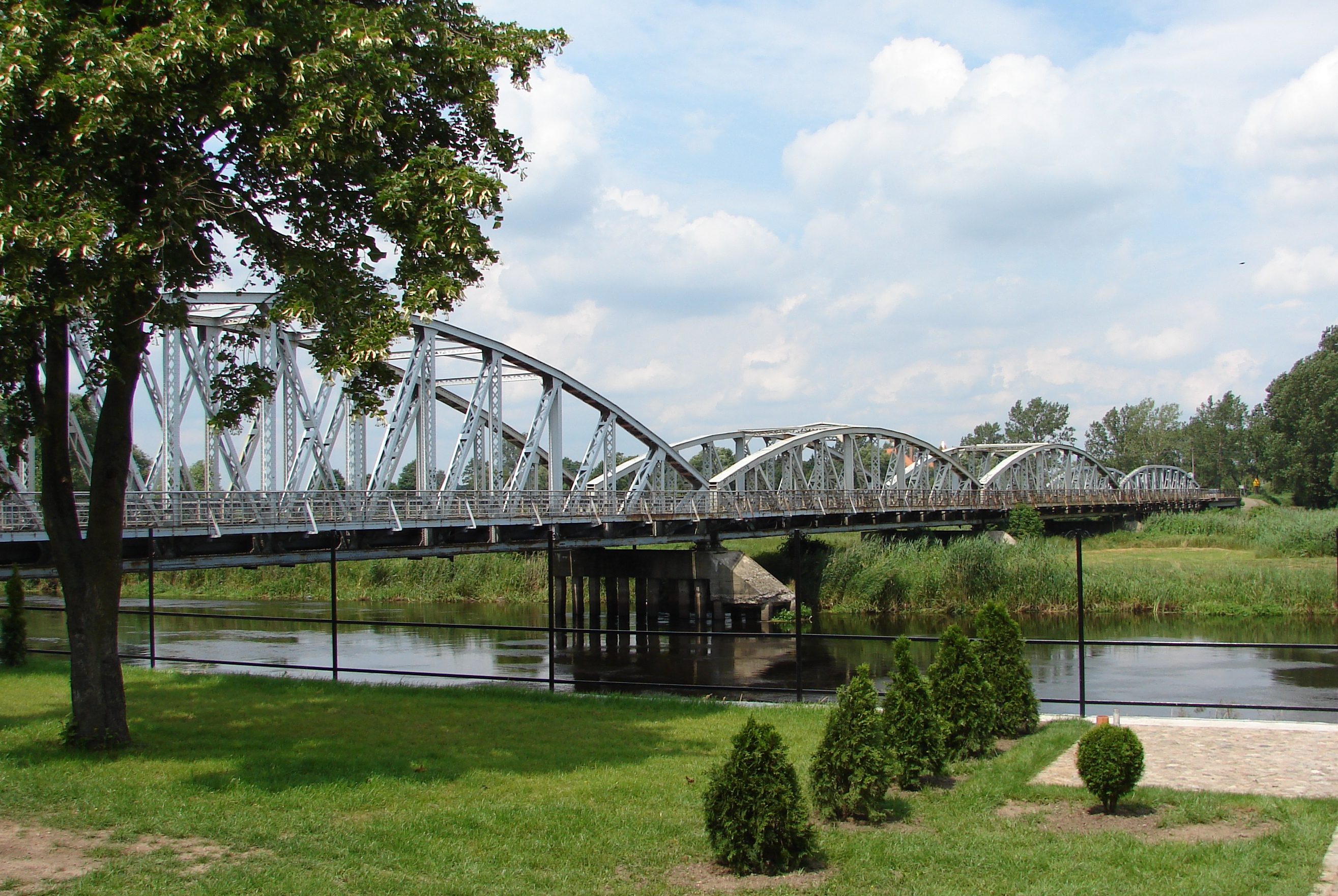
Most na Narwi

### Drogi
Przez Tykocin prowadzi droga wojewódzka nr 671 krzyżująca się w pobliżu miejscowości Jeżewo Stare z drogą ekspresową S8.

### Publiczny transport zbiorowy
Do Tykocina prowadzą 2 linie komunikacji publicznej PKS oraz w przeszłości jedna linia komunikacji prywatnej – Voyager Trans. Podczas roku szkolnego kursuje też 5 linni łączących Tykocin z wsiami położonymi na terenie gminy obecnie obsługiwanych przez FASTER sp. z o.o.
Najbliższa stacja kolejowa znajduje się w odległości 17 km, w miejscowości Knyszyn.

## Kultura
Instytucją zajmującą się działalnością kulturalną, historyczną, edukacyjną, turystyczną, sportową jest Port Kultury Tykocin mieszczący się w zabytkowej kamienicy przy ul. Złotej 2.
A także Muzeum w Tykocinie Oddział Muzeum Podlaskiego w Białymstoku.

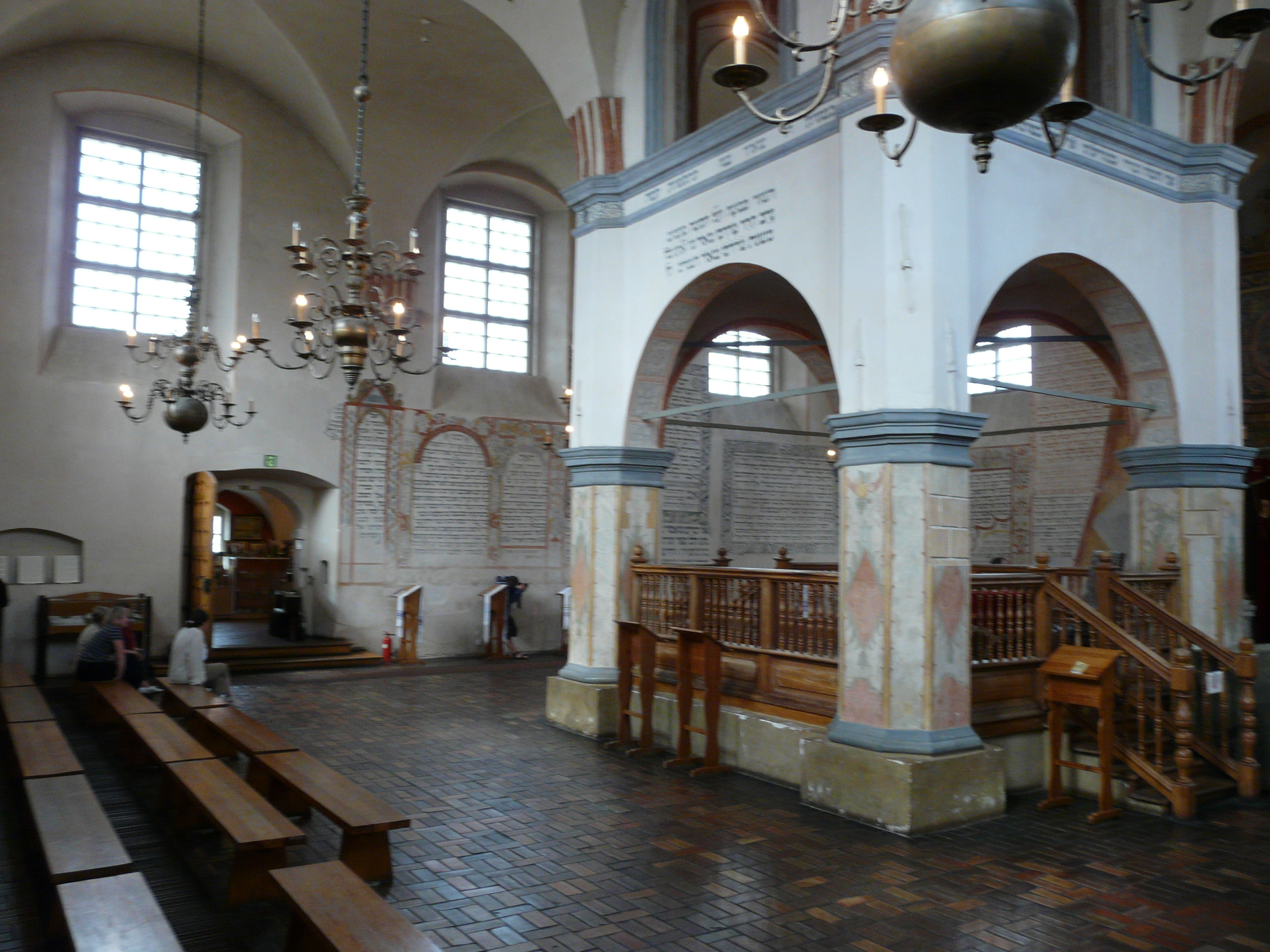
Muzeum, Synagoga

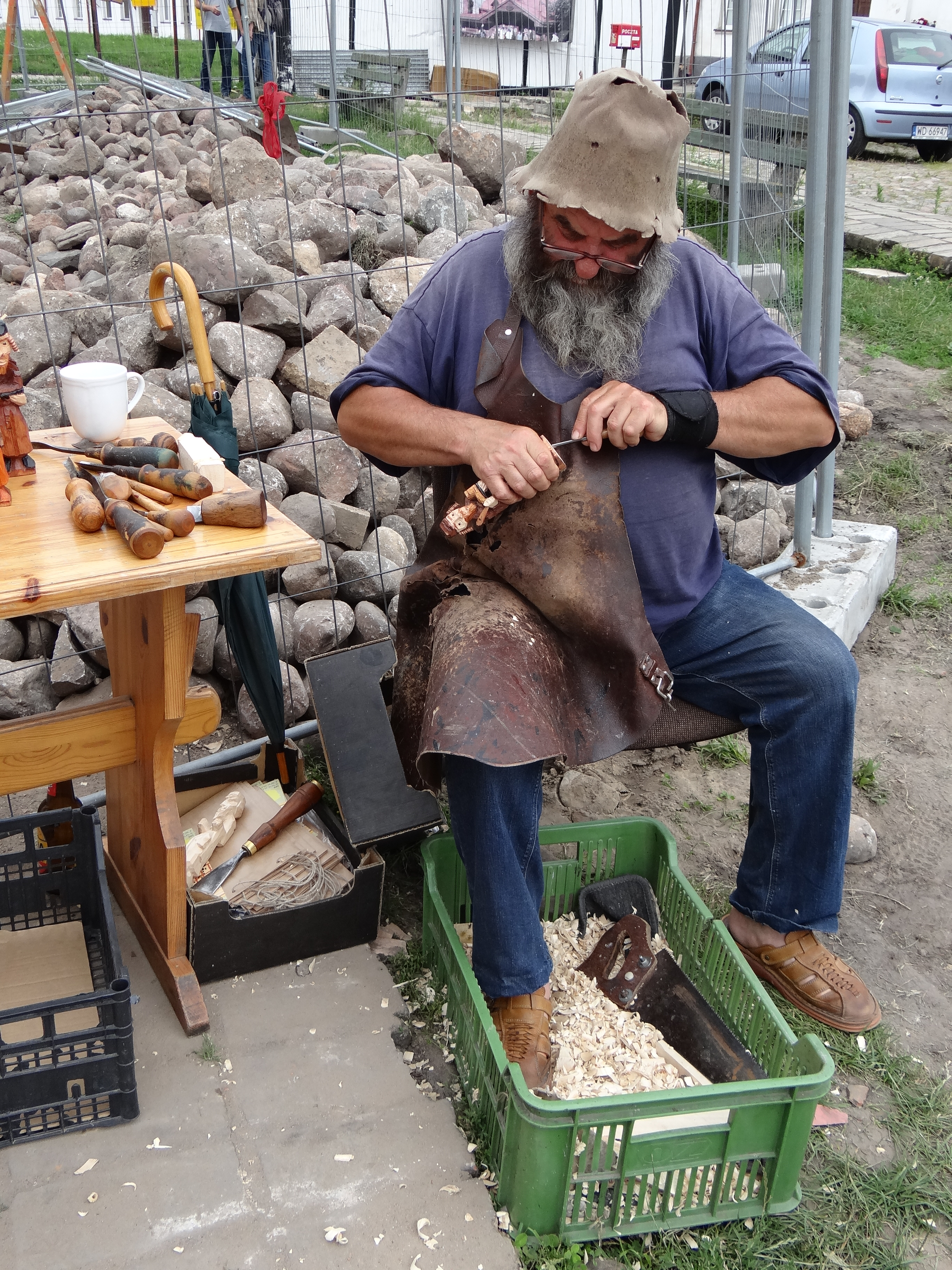
Lokalny rzeźbiarz podczas pracy

Ze względów na bogatą historię, nienaruszoną przyrodę oraz ścisły związek z kulturą żydowską, w mieście dominują wydarzenia związane z tymi tematami, a w szczególności jarmarki historyczne, rekonstrukcje wydarzeń historycznych, festyny i święta żydowskie, koncerty organowe.
W Tykocinie działa Tykociński Teatr Amatorski. Pierwsze wzmianki o jego występach pochodzą z 1914 roku. W okresie międzywojennym w Tykocinie działał również Żydowski Teatr Amatorski.

### Najważniejsze wydarzenia cykliczne
- Zdobycie Tykocina – rekonstrukcja bitwy o zamek i Tykocin w XVII w.[26]
- Międzynarodowy Festiwal Filmów Przyrodniczych im. Braci Wagów.
- Tykocińska Biesiada Miodowa.
- Królewskie Śpiewanie.
- Europejskie Dni Dziedzictwa Szlakiem Architektury Drewnianej.

## Szlaki turystyczne

### Piesze
- szlak im. Łukasza Górnieckiego, 20 km: Tykocin – Piaski – Łaziuki – Kiślaki – Łazy – Słomianka – Jezioro Niklerz – Zajki – Laskowiec
- szlak im. Z. Glogera, 60 km: Nowosiółki – Choroszcz – Ruszczany – Rogowo – Pańki – Rzędziany – Leśniki – Saniki – Tykocin – Stelmachowo – Jeżewo Stare
- szlak Królowej Bony, 75 km: Tykocin – Góra – Krypno – Knyszyn – Kopisk – Czarna Wieś Kościelna – Czarna Białostocka – Dworzysk – Woronicze – Kopna Góra
- Podlaski Szlak Bociani, 210 km: Osowiec-Twierdza – Laskowiec – Tykocin – Kurowo – Waniewo – Bokiny – Baciuty – Suraż – Zawyki – Doktorce – Wojszki – Kaniuki – Puchły – Trześcianka – Soce – Bondary – Narewka – Białowieża

### Rowerowe
Obwodnica Rowerowa Narwiańskiego Parku Narodowego, 90 km: Choroszcz – Zawady – Baciuty – Dobrowoda – Turośń Dolna – Borowskie Michały – Suraż – Łapy – Płonka Kościelna – Łupianka Stara – Jeńki – Waniewo – Kurowo – Jeżewo Stare – Tykocin – Choroszcz